# Escalade
Vous lisez un « article de qualité » labellisé en 2014.
Pour les articles homonymes, voir Escalade (homonymie).
L’escalade, également appelée grimpe ou parfois varappe (désuet), est une pratique et un sport consistant à progresser le long d'une paroi pour atteindre le haut d'un relief ou d'une structure artificielle par un cheminement appelé voie ou itinéraire, avec ou sans l'aide de matériel. Le terrain de pratique va des blocs de faible hauteur aux parois de plusieurs centaines de mètres, en passant par les murs d'escalade. Le pratiquant est couramment appelé « grimpeur ».
L'escalade développe de nombreuses qualités physiques, comme la force musculaire, la souplesse, l'endurance musculaire, l'équilibre, de bonnes capacités psychomotrices et de planification. Elle sollicite particulièrement la musculature des bras, du tronc et des jambes.
Cette discipline se développe en tant que sport à part entière dès la fin du XIXe siècle après la ruée des premiers alpinistes vers les grands sommets, avant de se démocratiser au siècle suivant pour devenir populaire dès la fin des années 1970. Les premières compétitions officielles d'escalade sportive sont organisées en 1988 par l'Union internationale des associations d'alpinisme (UIAA). Chaque année est organisée une Coupe du monde de difficulté, de bloc et de vitesse, et tous les deux ans, des championnats du monde, l'ensemble étant supervisé par la Fédération internationale d'escalade (IFSC).
L'escalade présente des risques variables selon les disciplines qui ont, chacune en ce qui la concerne, mis au point un équipement garantissant la sécurité du grimpeur. L'escalade en solo intégral fait  figure d'exception, dans laquelle le grimpeur évolue sans système d'assurage, comme l'ont montré Patrick Edlinger, dans les films de Jean-Paul Janssen La Vie au bout des doigts et Opéra vertical, et Alain Robert, par ses ascensions de bâtiments.

## Histoire

### Jusqu'en 1885: les origines
À l'origine, l'escalade n'était pas considérée comme une activité de loisirs, mais comme un moyen d'accéder à un endroit surélevé qui offrait un meilleur champ de vision ou une meilleure protection contre les dangers. Les hommes préhistoriques escaladaient notamment certaines parois rocheuses présentant des cavités en hauteur destinées à les protéger des animaux sauvages et des prédateurs. Au fil des siècles, certains peuples se sont distingués par leur aptitude à escalader des parois rocheuses, comme les Chinois dont il existe des aquarelles datant du IVe siècle av. J.-C. qui représentent des hommes escaladant des rochers. Au XIIe siècle, les Amérindiens Anasazis étaient réputés pour leurs qualités de grimpeurs qui leur permettaient d'installer leur village sur les hauteurs des falaises. Leurs aptitudes étaient telles que lorsque les Navajos sont arrivés dans la même région, ils pensaient que les Anasazis étaient dotés de pouvoirs magiques. Le 28 juin 1492, Antoine de Ville réussit à atteindre le sommet du mont Aiguille dans le Vercors, réalisant ainsi la première ascension officiellement reconnue de l'histoire de l'alpinisme. Dès lors, l'escalade se retrouve intégrée à la pratique de l'alpinisme et permet aux alpinistes de réaliser l'ascension de sommets toujours plus hauts et inaccessibles par la marche.

### 1886 - 1944: les débuts européens
| Grimpeurs célèbres                     |
| -------------------------------------- |
| Walter Parry Haskett Smith (1859-1946) |
| Paul Preuss (1886-1913)                |
| Hans Dülfer (1892-1915)                |
| Pierre Allain (1904-2000)              |
| Riccardo Cassin (1909-2009)            |

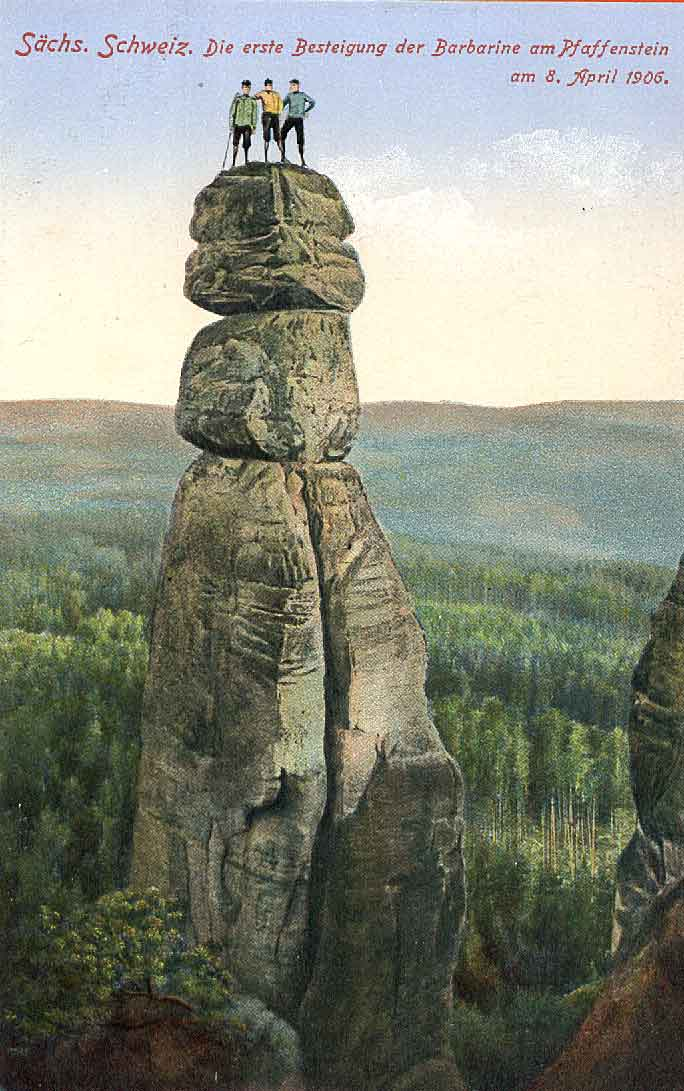
La première ascension de la Barbarine en 1905.

À la fin du XIXe siècle, l'alpinisme se développe et de nombreux clubs alpins se créent en Allemagne, en France, en Italie, en Angleterre et aux États-Unis,,,,. Les alpinistes commencent à s'intéresser à la discipline de l'escalade en la dissociant de l'ascension d'une montagne, qui n'est plus une finalité ; en 1886, Walter Parry Haskett Smith réalise l'ascension de Napes Needle, un piton rocheux de 20 mètres situé à flanc de montagne dans le Lake District en Angleterre. Cette ascension est reconnue comme étant le début de l'escalade comme activité à part entière, distincte des ascensions de sommets. Avec l'augmentation de la difficulté des voies d'alpinisme, de nombreux alpinistes commencent à pratiquer l'escalade, notamment comme un moyen d'entraînement. Ils vont alors grimper sur les parois du Salève en Haute-Savoie, les blocs de Fontainebleau et les falaises de Lake District et de Dresde en Allemagne orientale lors de sorties organisées par les premiers clubs alpins nouvellement créés,.
Les années suivantes, le niveau des grimpeurs progresse rapidement malgré un matériel encore très rudimentaire et les premières voies dans le 5e degré de cotation sont ouvertes. En 1903, Siegfried Herford réalise l'ascension de Botterill’s Slab (5) au Scafell en Angleterre et Olivier Perry-Smith celle de Lokomotive Esse (4+/5) à Dresde en Allemagne. Ces deux voies atteignent alors la limite du système de cotation utilisé à l'époque, créé par Hans Dülfer. Deux ans plus tard, Perry-Smith introduit un nouveau niveau de difficulté avec les réalisations de Teufelsturm et de Spannagelturm Perrykante. Ces voies seront classées par la suite dans le 6e degré, lors de la mise en place du système de cotation proposé par Willo Welzenbach en 1925.
À cette époque, ce niveau est considéré comme la limite des possibilités humaines en escalade. Pendant des années, l'escalade est pratiquée très différemment selon les pays. Les clubs alpins se réunissent alors à Chamonix en 1932 et fondent l'Union internationale des associations d'alpinisme (UIAA) afin de coordonner les actions des différents clubs et de régler les problèmes inhérents au milieu de l'escalade. Durant la première moitié du XXe siècle, l'escalade progresse au rythme de l'évolution du matériel et des performances des grimpeurs, et des voies d'escalade de difficultés croissantes sont ouvertes au fil des années.

### 1945 - 1978: l'engouement américain
| Grimpeurs célèbres          |
| --------------------------- |
| Royal Robbins (1935-2017)   |
| Claudio Barbier (1938-1977) |
| Kurt Albert (1954-2010)     |
| Ron Kauk (1957-)            |

En 1945, avec la fin de la guerre, la Fédération française de la montagne (FFM) est créée à la demande du Haut commissariat aux sports afin de développer les sports de montagne comme l'alpinisme et l'escalade. Les années suivantes, l'escalade connaît un fort engouement, notamment aux États-Unis, et de nombreuses salles d'escalade sont ouvertes. De plus, l'apparition des pitons à expansion permet de franchir des passages considérés comme infranchissables avec des pitons classiques. La première voie américaine dans le 6e degré est ouverte en 1957 par Royal Robbins, Mike Sherrick et Jerry Gallwas, en réussissant l'ascension de la face nord-ouest du Half Dome dans le Parc national de Yosemite. Cette réalisation est la première d'une longue série de réussites américaines au parc du Yosemite, mais aussi en Europe. En 1962, Gary Hemming, Royal Robbins et trois de leurs compatriotes ouvrent La directe américaine aux Drus, puis en 1965, La directissime, toujours aux Drus. Ils ouvrent aussi de nombreux itinéraires sur El Capitan, comme Salathé Wall (1961), North American Wall (1964) ou encore Mescalito (1974), qui restent encore aujourd'hui des références de l'escalade artificielle. Parallèlement, l'escalade libre se développe peu à peu, en respectant l'éthique qui recommande de préserver la voie de l'usage abusif de pitons et à réussir les ascensions dans une approche minimaliste, voire sans aide.

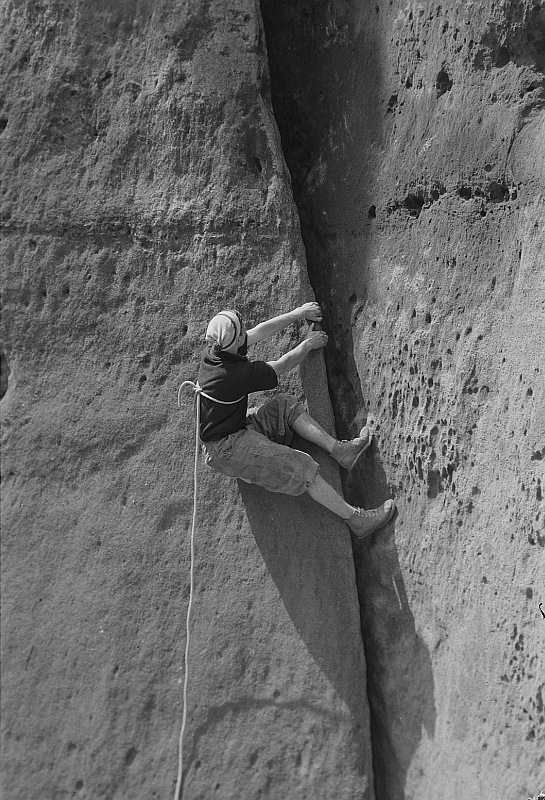
Un grimpeur allemand gravissant une fissure avec une simple corde autour du torse dans les années 1960.

Forts de leur expérience sur les parois du Yosemite, les Américains font rapidement progresser l'escalade et de nouveaux degrés de cotation sont atteints. En 1970, Ron Kauk réalise l'ascension d'Astroman (7a/5.11c), la première voie dans le 7e degré, puis en 1972, John Bragg réussit le dévers de Kansas City, premier 7b, et finalement en 1974, Steve Wunsch réussit Supercrack, le premier 7c. Depuis la création de la FFM, la France est restée en retrait et n'a pas connu la même progression car l'escalade y est peu médiatisée, comparée à l'alpinisme. Elle rattrape rapidement son retard, notamment grâce à Jean-Claude Droyer, qui ouvre les premiers 6b en 1976 puis les premiers 6c et 7a en 1977, et plus encore à Patrick Berhault et Patrick Edlinger qui, dès la fin des années 1970, réalisent un grand nombre de premières au Verdon et à Buoux ainsi que de nombreuses ascensions en solo intégral.
Si, pendant cette période, le développement de l'escalade a lieu essentiellement dans les pays occidentaux, le bloc de l'Est innove en organisant dès 1947 les premières compétitions d'escalade. À partir de cette date, l'URSS organise des compétitions qui sont la combinaison d'une épreuve de « tracé d'itinéraire », semblable à la difficulté, et d'une épreuve de vitesse où les grimpeurs sont assurés en moulinette par un câble d'acier. Ces compétitions sont principalement réservées aux athlètes russes jusque dans les années 1980.

### 1979 - 1991: la démocratisation de l'escalade
| Grimpeurs célèbres           |
| ---------------------------- |
| Patrick Berhault (1957-2004) |
| Patrick Edlinger (1960-2012) |
| Wolfgang Güllich (1960-1992) |
| Catherine Destivelle (1960-) |
| Ben Moon (1966-)             |

En 1979, Toni Yaniro, un jeune grimpeur de 18 ans, ouvre le 8e degré en réalisant Grand Illusion (8a/5.13b). Cependant, cette ascension est mal vue du milieu de la grimpe, en raison de la méthode employée par Yaniro : après chaque tentative, il laisse la corde mousquetonnée, réalisant ensuite de nombreux essais en moulinette. Cette façon de « travailler » une voie difficile avant son enchaînement en tête, habituelle de nos jours à haut niveau, était rarement pratiquée à cette époque ; l'éthique des grimpeurs privilégiait le style (ascension à vue, engagement) plutôt que la difficulté. Trois ans plus tard, en 1982, le reportage de Jean-Paul Janssen La Vie au bout des doigts est diffusé dans l'émission « Les carnets de l'aventure » sur Antenne 2. Le documentaire, qui traite de la passion de Patrick Edlinger pour l'escalade et le solo intégral, remporte un franc succès tant en France que dans le reste du monde, est nommé à la 9e cérémonie des César et fait connaître ce sport au grand public. C'est à cette époque que l'escalade devient une discipline sportive à part entière et que sont organisées les premières compétitions internationales.
Au milieu des années 1980, Andrea Mellano, membre du groupe académique du Club alpin italien, et Emanuele Cassarà, journaliste sportif italien, préparent la première compétition moderne d'escalade et convainquent les meilleurs grimpeurs mondiaux d'y participer. Au même moment en France, le manifeste des 19 est signé par plusieurs grimpeurs de haut niveau afin de s'opposer à l'esprit de compétitivité dans ce sport. Malgré cela, la rencontre italienne, une épreuve de difficulté, a lieu le 7 juillet 1985 sur les falaises de Bardonecchia en Italie, devant 6 000 spectateurs ; les vainqueurs sont Catherine Destivelle chez les femmes et Stefan Glowacz chez les hommes. L'année suivante, le succès est encore plus grand et la finale, remportée par les Français Patrick Edlinger et Catherine Destivelle, est suivie par plusieurs télévisions européennes et plus de 10 000 spectateurs. La même année, la France organise la première compétition en intérieur à Vaulx-en-Velin dans la banlieue lyonnaise. En 1988, l'UIAA reconnaît officiellement le circuit des World Series puis, en 1989, la Coupe du monde d'escalade de difficulté et de vitesse.
L'escalade se développe encore, renforcée par l'apparition des spits et plaquettes qui permettent d'augmenter la sécurité lors des ascensions, laissant le grimpeur se concentrer davantage sur la technicité et la difficulté des voies. De nombreuses salles d'escalade sont ouvertes dans les villes et des techniques d'entraînement scientifiques sont mises au point par Edlinger et Alain Ferrand. Cependant, le monde de l'escalade reste majoritairement dominé par les hommes, hormis quelques rares exceptions comme Catherine Destivelle qui réalise le premier 8a féminin en 1986.
Durant les années 1980, la cotation monte rapidement. Wolfgang Güllich, un jeune grimpeur allemand, réussit en 1982 la première répétition de Grand Illusion, voie ouverte et cotée 8a par Yaniro. En 1984, il réalise la première ascension de Kanal Im Rücken à Altmühtal, qui devient le premier 8b au monde. En 1985, il réussit le premier 8b+, Punks in the Gym, puis en 1987 le premier 8c, sur Wallstreet. L'Anglais Ben Moon réalise la première voie cotée 8c+ en 1990 avec l'ascension de Hubble à Raven Tor au Royaume-Uni. Finalement, en 1991, après un long entraînement spécifique, Wolfgang Güllich fait l'ascension d'Action directe et évalue sa cotation à 8c+/9a. De nombreux répétiteurs finiront par lui attribuer une cotation de 9a, et beaucoup la qualifient de 9a dur, ce qui en fait ainsi la première voie dans le 9e degré, voie qui deviendra symbolique et qui sera repétée par de nombreux grimpeurs célèbres, tels qu'Adam Ondra à l'âge de quinze ans et Alex Megos.
En haute montagne aussi, le niveau technique d'escalade rocheuse augmente rapidement au cours des années 1980. Sous l'impulsion notamment de Michel Piola, de nombreuses voies d'escalade sont ouvertes dans le massif du Mont-Blanc. La beauté et la difficulté de l'escalade sont alors préférées à la conquête des sommets.

### 1992 - 2000: l'escalade au féminin et le bloc
| Grimpeurs célèbres                |
| --------------------------------- |
| Lynn Hill (1961-)                 |
| Isabelle Patissier (1967-)        |
| Robyn Erbesfield-Raboutou (1967-) |
| François Legrand (1970-)          |
| Fred Nicole (1970-)               |

Durant les années 1990, l'augmentation spectaculaire de la cotation connaît une période d'accalmie et le monde de l'escalade voit surtout de nombreux grimpeurs répéter les voies ouvertes les années précédentes. La seule exception étant Akira, une voie particulièrement difficile réalisée par Fred Rouhling en 1995 et qu'il évalue à 9b. Cette ascension est décotée en 9a en 2020 par Sebastin Bouin, à l'occasion de son Vintage Rock Tour.
Parallèlement à cette augmentation du niveau des grimpeurs et à l'ouverture de nombreuses voies d'escalade de toutes difficultés, une nouvelle discipline commence à se développer : le bloc. Proposant une escalade plus courte mais plus technique et difficile, le bloc permet de travailler certains enchaînements de mouvements sans la contrainte du matériel ni l'obligation d'escalader plusieurs mètres de paroi avant d'arriver au passage difficile de la voie (« crux »). Certains grimpeurs comme Fred Nicole y consacrent d'ailleurs une grande partie de leur temps, et le niveau ne tarde pas à s'élever avec le développement de la discipline. Les sites de Fontainebleau, Hueco Tanks ou Cresciano deviennent rapidement les endroits incontournables de cette pratique et voient un grand nombre d'ouvertures de blocs cotés entre 7B et 8A. Mais c'est surtout vers le petit site d'escalade situé à Branson, en Suisse, que le monde de l'escalade se tourne. Une première fois en 1992, lorsque Fred Nicole réalise La danse des Balrogs, premier bloc coté 8B, puis une seconde fois en 1996, où il réussit Radja, le premier 8B+. La reconnaissance du bloc comme discipline d'escalade se traduit par son introduction en compétition, d'abord en 1998 comme test, puis de manière officielle l'année suivante.

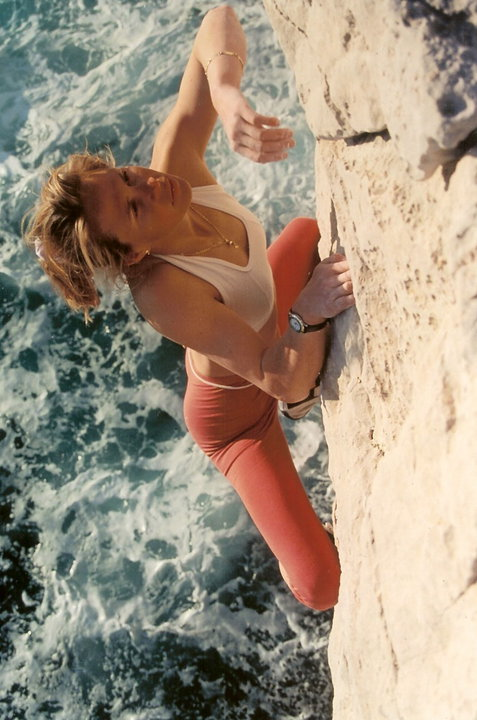
Isabelle Patissier faisant de l'escalade en solo intégral dans les calanques de Marseille.

Les années 1990 sont aussi marquées par l'arrivée de femmes dans le haut niveau de l'escalade. La Française Isabelle Patissier réalise de nombreuses ascensions de haut niveau, notamment dans les gorges du Verdon, et domine les compétitions avec l'Américaine Robyn Erbesfield,,,,. Mais c'est surtout Lynn Hill qui marque l'escalade en 1993, en réussissant la première ascension en escalade libre de The Nose sur la paroi de El Capitan au Yosemite. Cette voie de 34 longueurs réparties sur 1 000 mètres de hauteur n'avait alors jamais été réalisée dans ce type d'escalade, démontrant ainsi le potentiel féminin dans la discipline. Cet exploit est suivi cinq ans plus tard par la première ascension féminine d'une voie cotée 8c, Onky Tonky, réalisée par Josune Bereziartu.
En novembre 2000, la difficulté en bloc augmente une nouvelle fois avec l'ascension par Fred Nicole de Dreamtime à Cresciano en Suisse. Il évalue la cotation de ce bloc à 8C, ce qui provoque rapidement une polémique, notamment sur le nombre de mouvements que requiert ce bloc.

### Depuis 2001: la nouvelle génération
| Grimpeurs célèbres               |
| -------------------------------- |
| Chris Sharma (1981-)             |
| Ramón Julián Puigblanque (1981-) |
| Dave Graham (1981-)              |
| Nalle Hukkataival (1986-)        |
| Anna Stöhr (1988-)               |
| Adam Ondra (1993-)               |
| Ashima Shiraishi (2001-)         |

En 2001, alors âgé de 20 ans, Chris Sharma réussit la première ascension de Biographie, une voie cotée 9a+ qui a été équipée en 1989 par Jean-Christophe Lafaille sur les falaises de Céüse en France. Les années suivantes sont marquées par les nombreuses premières et les répétitions d'ascensions de très haut niveau par une nouvelle génération de grimpeurs ayant commencé l'escalade dès leur plus jeune âge. Certains se distinguent dans le bloc, comme Paul Robinson ou Daniel Woods, d'autres dans la voie, comme Chris Sharma et Adam Ondra, qui est alors le plus jeune grimpeur à atteindre le neuvième degré, à l'âge de 13 ans. À partir de 2008, de nouveaux niveaux de cotation sont atteints, notamment par Chris Sharma et Adam Ondra qui ouvrent plusieurs voies cotées 9b (Golpe de Estado, Fight or Flight) puis 9b+ (Change, La Dura Dura, Vasil Vasil).
Les années 2000 et 2010 sont aussi marquées par nombre de discussions et polémiques sur les cotations de voies et surtout de blocs au plus haut niveau. D'une part, parce que la cotation a augmenté très vite durant les deux décennies précédentes, et d'autre part parce que de nombreuses cotations sont revues à la baisse. Quelques grimpeurs comme Dave Graham, Nalle Hukkataival et Daniel Woods prennent même activement part aux discussions, tentant de redéfinir clairement les limites du très haut niveau,,,.
Les femmes réalisent aussi des ascensions de très haut niveau. Après Josune Bereziartu, qui est longtemps restée la seule femme à réussir l'ascension d'une voie dans le neuvième degré, Sasha DiGiulian, Charlotte Durif et Muriel Sarkany atteignent aussi ce niveau en 2013,. En 2016, elles sont une quinzaine à avoir atteint le 9e degré. En bloc, c'est la jeune grimpeuse Ashima Shiraishi qui, à l'âge de 11 ans, fait parler d'elle en réussissant l'ascension de Crown of Aragorn, un bloc coté 8B/V13, difficulté alors atteinte par seulement quelques femmes ; en 2015, elle réalise une voie 9a+? et en 2016 elle est la première à réaliser un bloc 8C/V15. En février 2017, Margo Hayes réalise La Rambla (9a+) et est reconnue comme étant la première grimpeuse à atteindre ce niveau. En 2021, Laura Rogora réalise la première ascension féminine d'un 9b/9b+, Erebor, voie ouverte quelques semaines auparavant par le grimpeur italien Stefano Ghisolfi.
En 2007, la Fédération internationale d'escalade est fondée afin de développer les compétitions au niveau mondial. En 2011, à Arco, ont lieu les premiers championnats du monde de paraclimbing qui concernent les déficients visuels, les déficients neurologiques et les amputés. La première Coupe du monde de bloc handisport est organisée en 2014. Après plusieurs années de palabres, l'escalade est finalement intégrée aux Jeux olympiques de 2020 à Tokyo.

## Types d'escalade
Deux types d'escalade permettent d'atteindre le sommet d'une voie. L'escalade libre, parfois désignée dans la littérature sous l'appellation « escalade à mains nues », néologisme repris dans les années 1980 par le grand public,, regroupe les différentes pratiques où le grimpeur se sert uniquement de ses capacités physiques et des prises offertes par le rocher pour réaliser ses ascensions. À l'exception des chaussons d'escalade et de la magnésie, le matériel utilisé ne sert que pour l'assurage en cas de chute. Le second type est l'escalade artificielle, où la corde et divers équipements jouent un rôle déterminant dans la progression du grimpeur. Celui-ci peut alors se hisser en tractant sur les ancrages mis en place (pitons, spits, coinceurs, crochets, etc.) et en se dressant sur des étriers qu'il fixe à ces ancrages. Il arrive que d'anciennes voies d'escalade artificielle soient gravies en escalade libre (on parle alors de « libérer » une voie) ; c'est notamment le cas de The Nose dans le parc national de Yosemite.
On distingue de nombreux types de pratique de l'escalade, selon la nature du terrain, la méthode d'ascension et le niveau d'équipement des sites. L'équipement en place (les protections) dans les voies d'escalade est variable selon la nature de celles-ci, le type de roche, les règles propres à chaque secteur géographique observées par les grimpeurs locaux, ou la compétence de l'équipeur du site.

### Escalade sportive
L'escalade sportive se pratique sur des voies entièrement équipées, où des points d'ancrage (spits ou broches scellées) ont été mis en place au préalable, compte tenu du cheminement envisagé de la voie, afin de permettre au grimpeur de se protéger en mousquetonnant sa corde. Apparue dans les années 1980, l'escalade sportive est un des types d'escalade les plus modernes et des plus sécurisés.
L'escalade sportive est notamment pratiquée lors des compétitions d'escalade de difficulté.

### Escalade traditionnelle

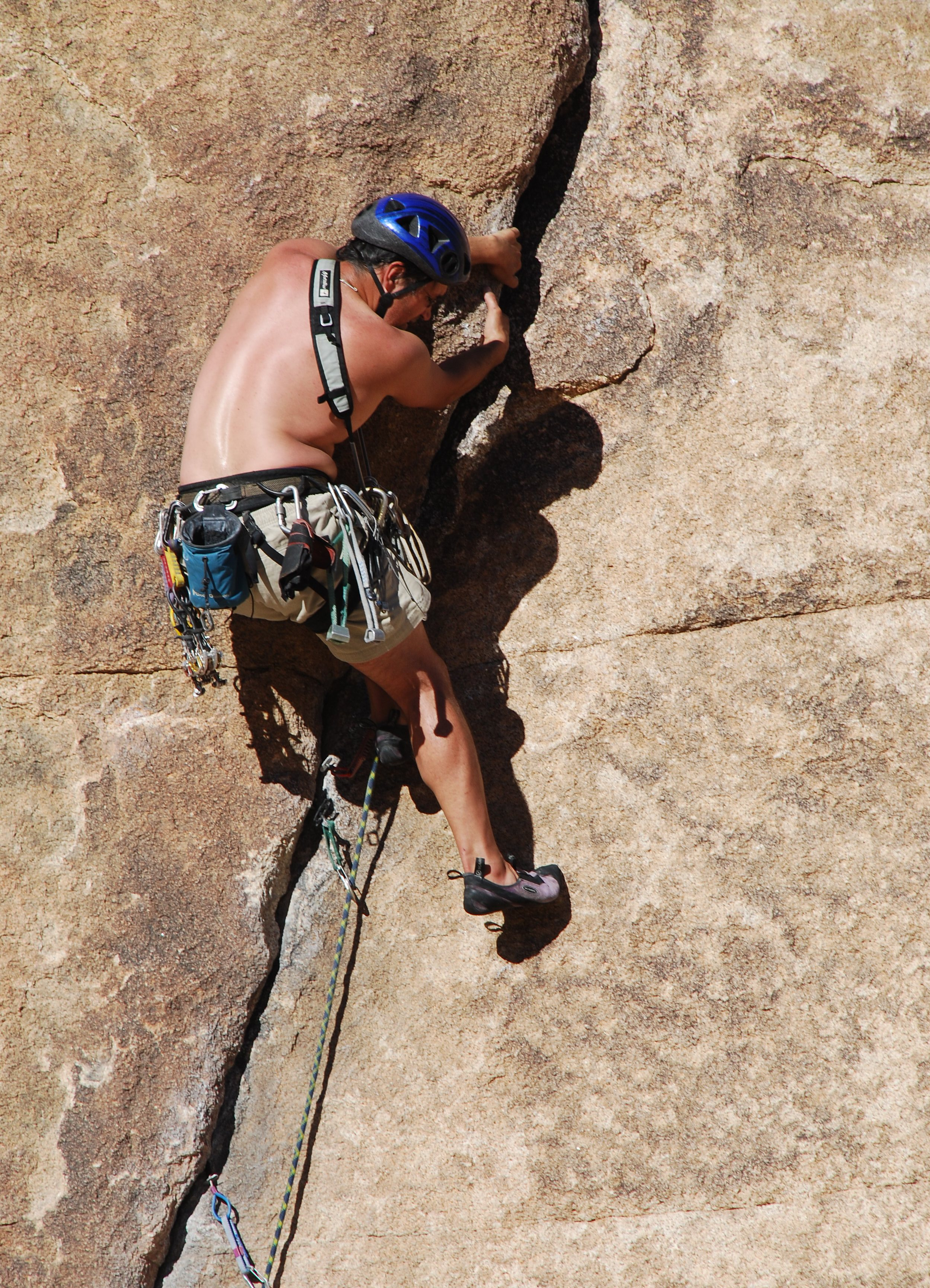
Un grimpeur d'« escalade traditionnelle » dans l'ascension d'une fissure au parc national de Joshua Tree.

L'escalade dite « traditionnelle » (également dénommée « trad ») se pratique sur des voies peu ou pas équipées : elle associe l'escalade libre et l'usage exclusif de points d'assurage amovibles. Ces protections posées ne doivent pas laisser de trace sur la paroi ni endommager le rocher (escalade propre), contrairement aux trous forés pour insérer des pitons à expansion ou même de simples pitons. Le grimpeur pratiquant ce type d'escalade doit juger de la qualité de l'équipement qu'il rencontre et placer lui-même des protections supplémentaires : des coinceurs dans les fissures et les trous ; des sangles autour de becquets, lunules et arbres. La pose de protections n'étant possible que si le rocher le permet, cette escalade se pratique essentiellement sur des voies à fissures.
En France, l'escalade « traditionnelle » subsiste principalement dans les voies en montagne ou dans les sites classés par la Fédération française de la montagne et de l'escalade (FFME) comme terrains d'aventure. Dans d'autres pays, notamment la République tchèque, le Royaume-Uni et les États-Unis, cette pratique est majoritaire, y compris sur des falaises de faible hauteur.

### Bloc

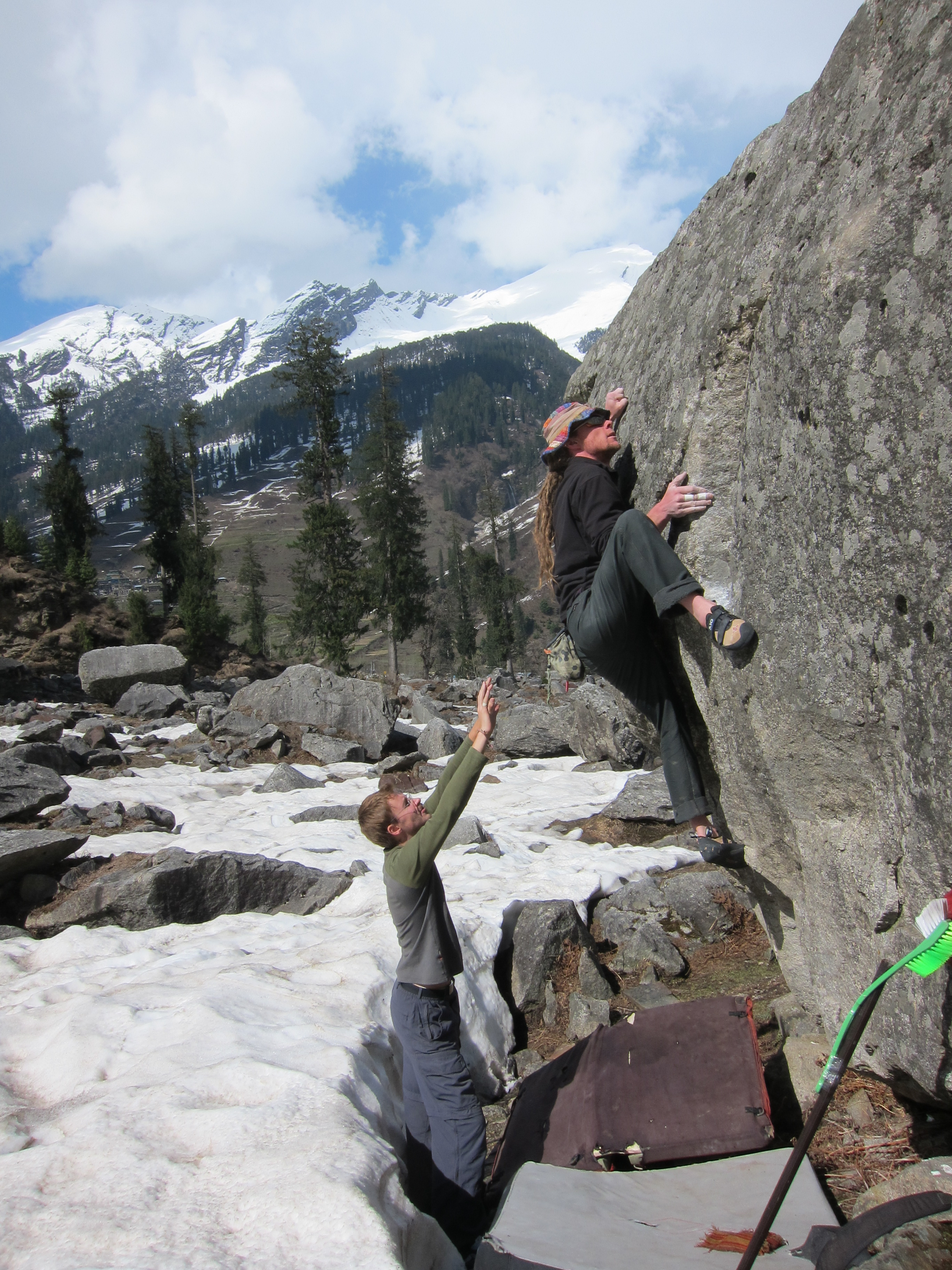
Grimpeur de bloc en Inde.

Le bloc se pratique sans baudrier ni corde sur des blocs ou murs rocheux de faible hauteur : il nécessite donc peu voire aucun matériel. Pour limiter les risques de blessure lors d'une chute au sol, un ou plusieurs crash pads (tapis de protection) sont posés au sol pour amortir les réceptions ; de plus, il est utile qu'un partenaire effectue une « parade » afin de guider et amortir la chute du grimpeur, le cas échéant.
Pratiqué dès la fin du XIXe siècle par les alpinistes qui y voyaient un simple support d'entraînement, le bloc est aujourd'hui une discipline sportive à part entière et fait l'objet de compétitions spécifiques. Au-delà de l'aspect ludique lié à des contraintes moins nombreuses, le bloc est aussi la recherche d'un absolu : le mouvement le plus esthétique permettant de résoudre un « problème » difficile. Certains passages de blocs peuvent en effet ne comporter que trois ou quatre mouvements, voire un seul, à l'exemple du jeté spectaculaire de Rainbow Rocket (8A) dans le site de Fontainebleau.

### Escalade en solo

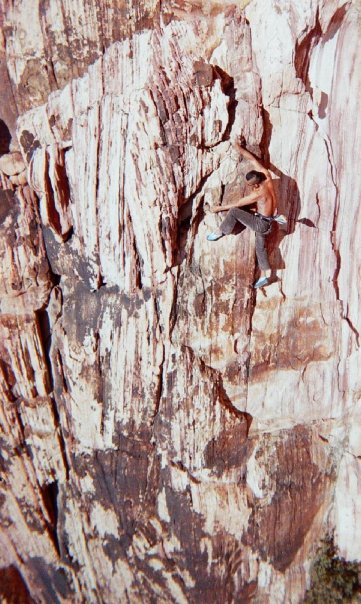
Escalade en solo intégral à Red Rock Canyon.

L'escalade en solo, dite simplement « solo », se pratique de manière autonome, sans la présence d'un second grimpeur assurant le premier : le grimpeur évoluant seul peut donc soit s'assurer lui-même, soit progresser sans protection ; on parle alors d'escalade en solo intégral.

#### Escalade en solo avec auto-assurage
L'escalade en solo avec auto-assurage se pratique de manière autonome, mais en utilisant des systèmes d'assurage. Ce type d'escalade peut être pratiqué dans le cadre de l'escalade libre ou de l'escalade artificielle. Elle fait appel à des techniques complexes d'assurage en tête ou bien sur corde tendue depuis le haut de la voie : leur mise en œuvre peut être facilitée par l'utilisation de matériels spécifiques, comme des dispositifs mécaniques de blocage ou anti-chute, des absorbeurs de chocs, des cordes statiques.

#### Escalade en solo intégral
L'escalade en solo intégral se pratique seul et sans aucun système d'assurage. Certains grimpeurs sont particulièrement célèbres pour avoir réalisé de nombreuses ascensions en solo intégral. Parmi eux, Patrick Edlinger, qui fait de nombreuses ascensions dans les gorges du Verdon, devenu célèbre grâce aux films de Jean-Paul Janssen La Vie au bout des doigts et Opéra vertical, mais aussi Alex Honnold, qui a réussi plusieurs records en solo, comme l'enchaînement en 18 heures du Triple Crown en 2012, c'est-à-dire la trilogie de El Capitan, du Half Dome et du mont Watkins dans le parc national de Yosemite. En 2018 sort le film documentaire Free solo, portant sur la plus longue ascension sans système d'assurage, réalisée par Alex Honnold à El Capitan.
Depuis le milieu des années 1990, le grimpeur français Alain Robert fait aussi régulièrement parler de lui dans les médias en faisant l'ascension de gratte-ciel comme la Burj Khalifa ou la Tour First,. Ces ascensions sont réalisées la plupart du temps sans autorisation, ce qui lui vaut nombre d'arrestations par les forces de l'ordre.

#### Psicobloc

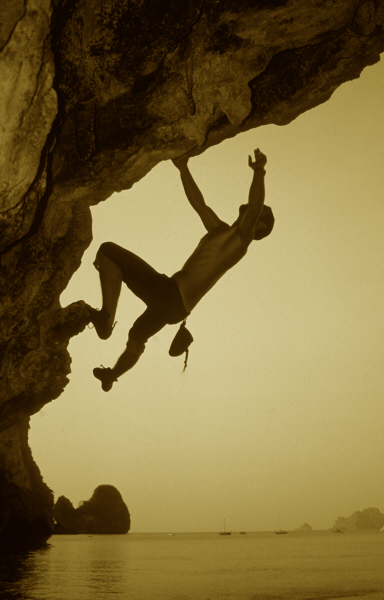
Un pratiquant de psicobloc.

Le solo intégral est également pratiqué au-dessus de l'eau ; on parle alors de psicobloc ou de deep-water soloing (« solo d'eau profonde » en anglais). Cette pratique permet de faire du solo intégral sans risquer de se tuer lors d'une chute, mais n'enlève pas complètement la possibilité de se blesser car l'impact sur l'eau peut être la source de contusions ou traumatismes. Apparu à la fin des années 1970, le psicobloc est particulièrement pratiqué sur les falaises de l'île de Majorque, dans les Calanques de Marseille ou plus récemment en Thaïlande, mais est resté peu connu du grand public.
Cette pratique a notamment été médiatisée par Edlinger dans La Vie au bout des doigts (1982), le court-métrage Psicobloc (2002), le premier topo consacré au psicobloc à Majorque (2006), Sharma réalisant l'arche Es Pontàs (2007, 9b) ou l'organisation des compétitions Psicobloc Masters depuis 2013,.

### Pratiques connexes
Le terrain essentiel de pratique de l'escalade est le rocher, mais il existe d'autres terrains de pratiques :
- la via ferrata se pratique sur des falaises équipées avec des échelles, câbles, etc., et un équipement adapté pour l'absorption des chocs ;
- la grimpe d'arbres consiste à escalader des arbres ;
- le parcours aventure se pratique sur des structures en hauteur, souvent en forêt ;
- l'escalade glaciaire est l'escalade de pentes de neige ou de glace ou l'escalade de cascades naturelles ou artificielles de glace ;
- le dry-tooling se pratique sur rocher avec du matériel de cascade de glace (piolets et crampons), souvent pour rejoindre une zone de glace ou sur un rocher ne se prêtant pas à l'escalade libre ;
- l'escalade mixte est une pratique d'alpinisme sur un terrain combinant neige, glace et rocher ;
- la grimpe urbaine est l'escalade de façades de bâtiments ou monuments urbains le plus souvent en solo intégral ;
- le parkour consiste à se déplacer de manière acrobatique (course, sauts) dans un environnement urbain, en réalisant parfois des mouvements d'escalade ;
- le canyoning consiste à progresser dans le lit de cours d'eau ;
- le sawanobori est l'escalade le long des parois rocheuses d'une chute d'eau ou des berges d'un ruisselet.

Les pratiques connexes
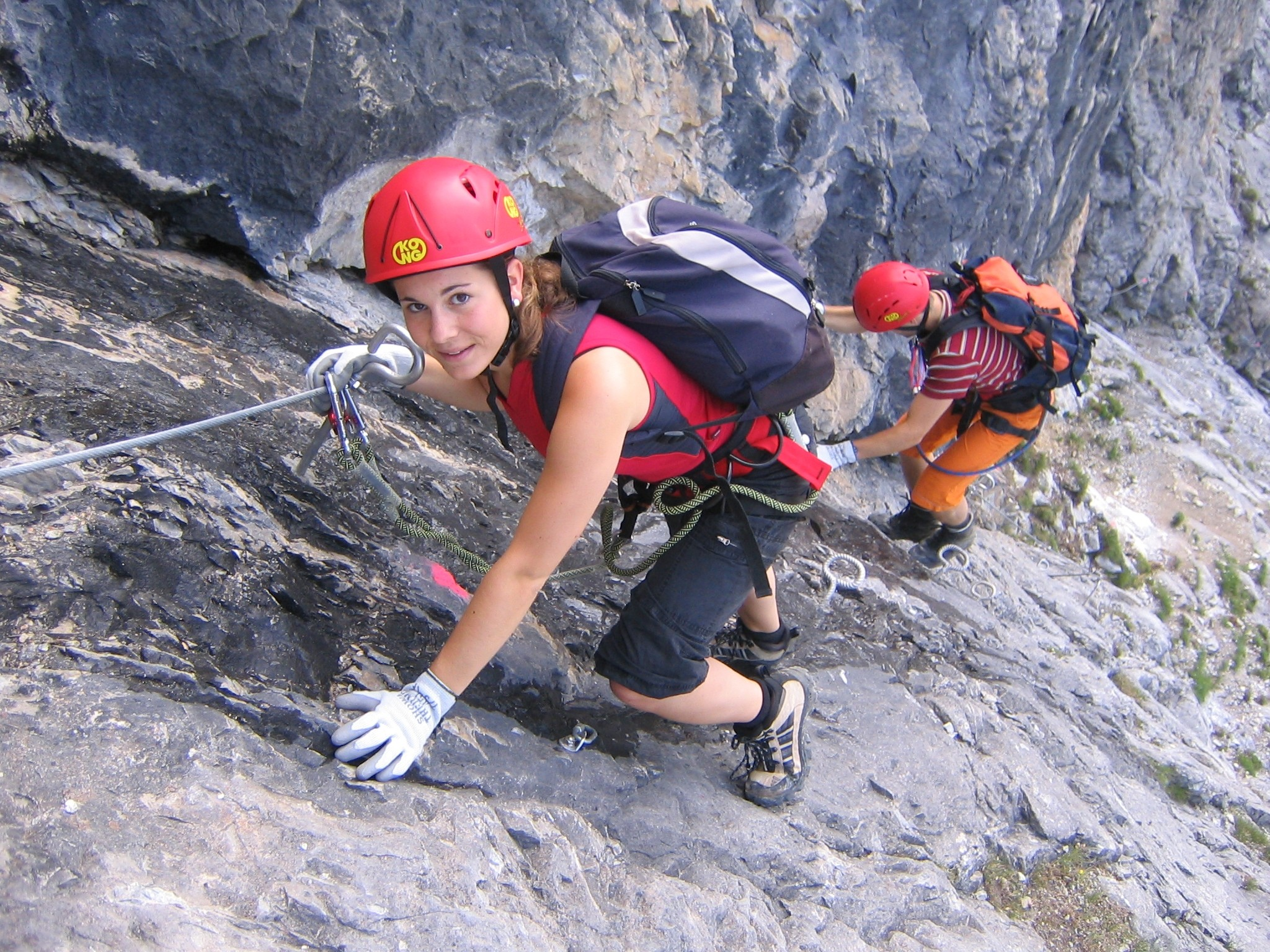
Escalade en via ferrata.
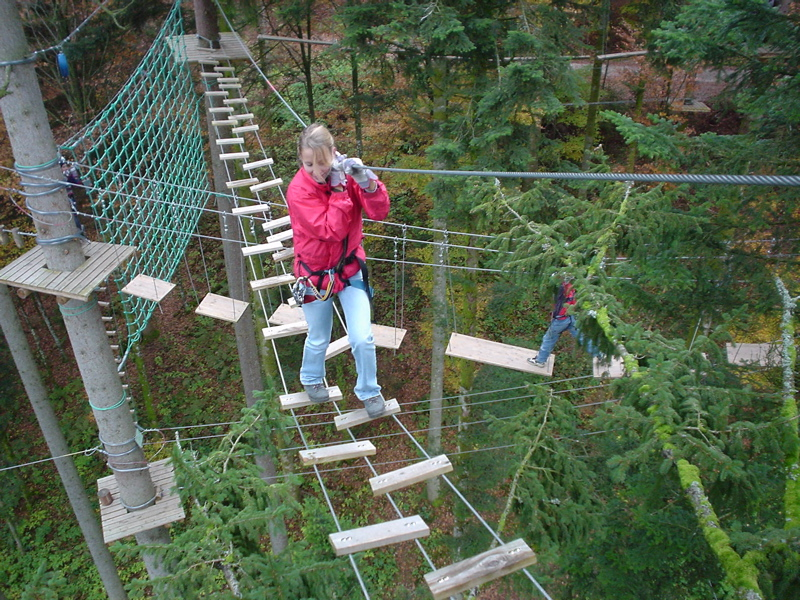
Parcours aventure dans un parc en hauteur.
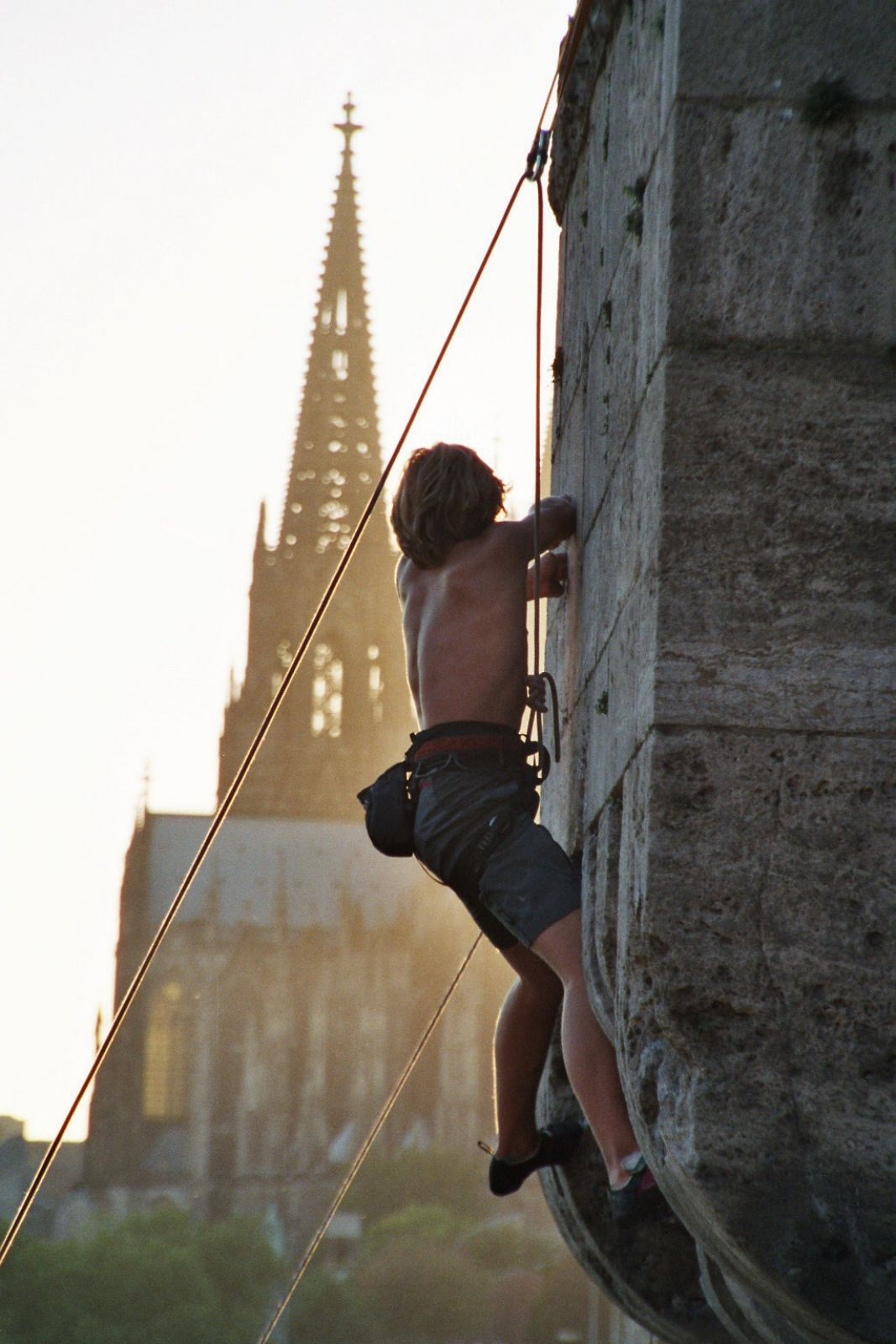
Un grimpeur urbain à Cologne.
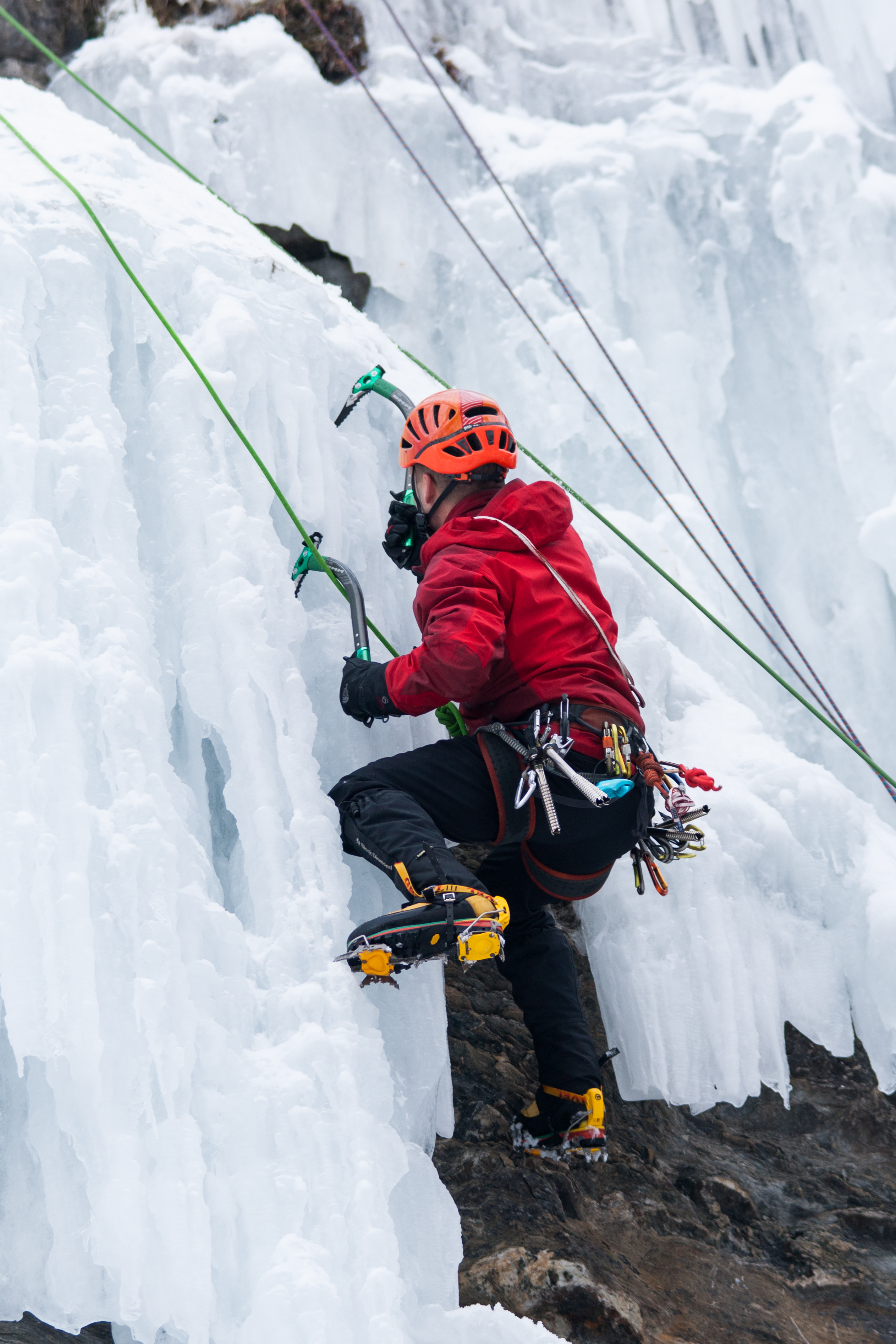
Escalade glaciaire sur une cascade.
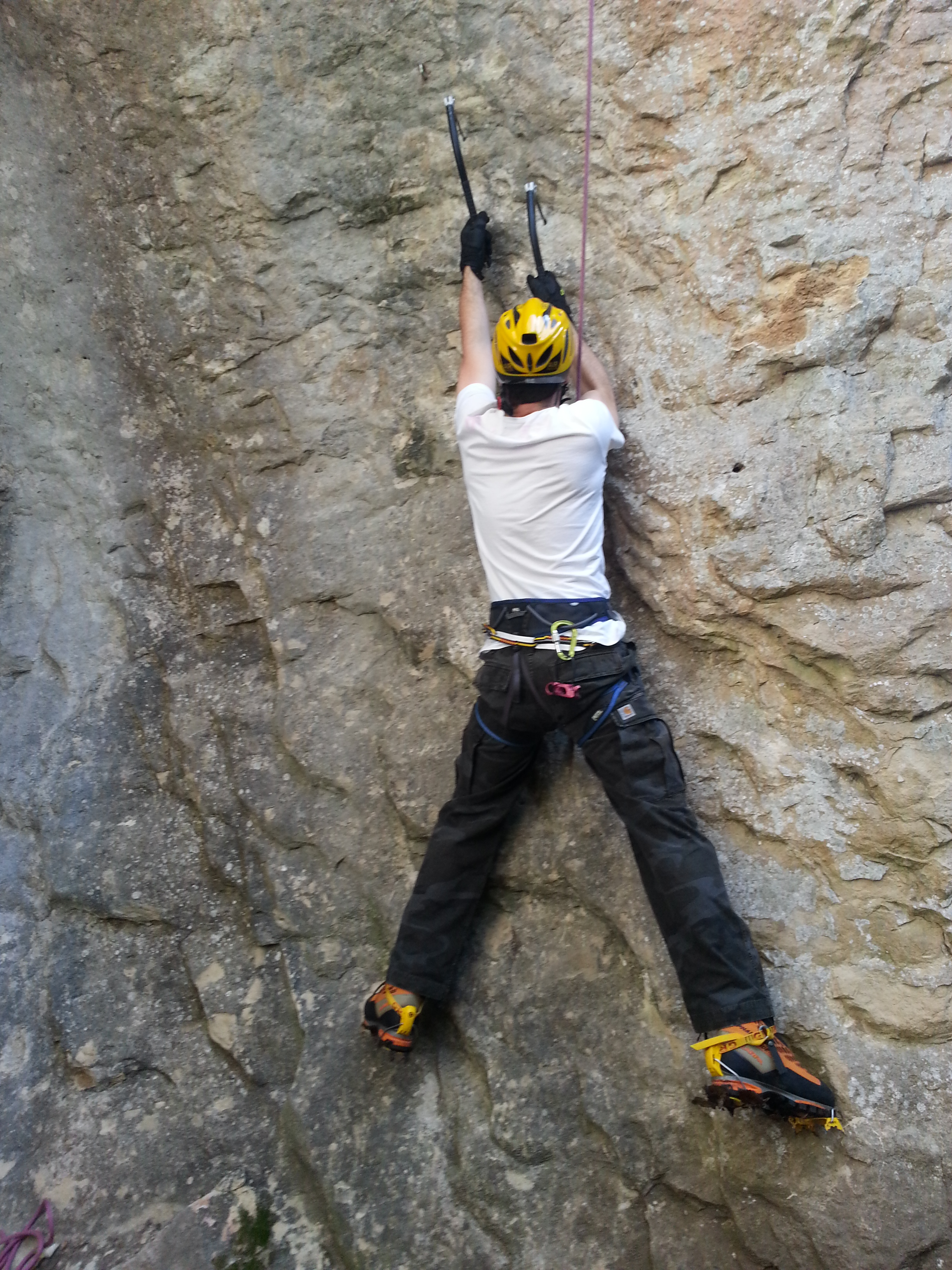
Dry-tooling sur une paroi rocheuse.
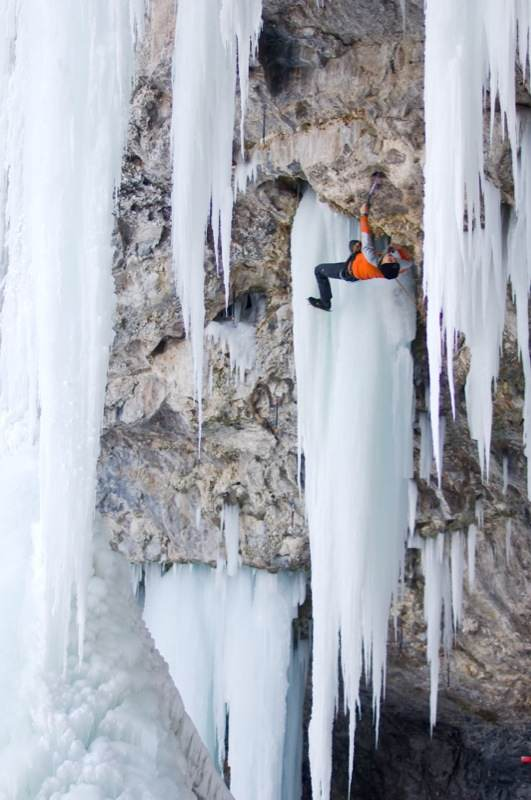
Escalade alternant cascade et dry-tooling.
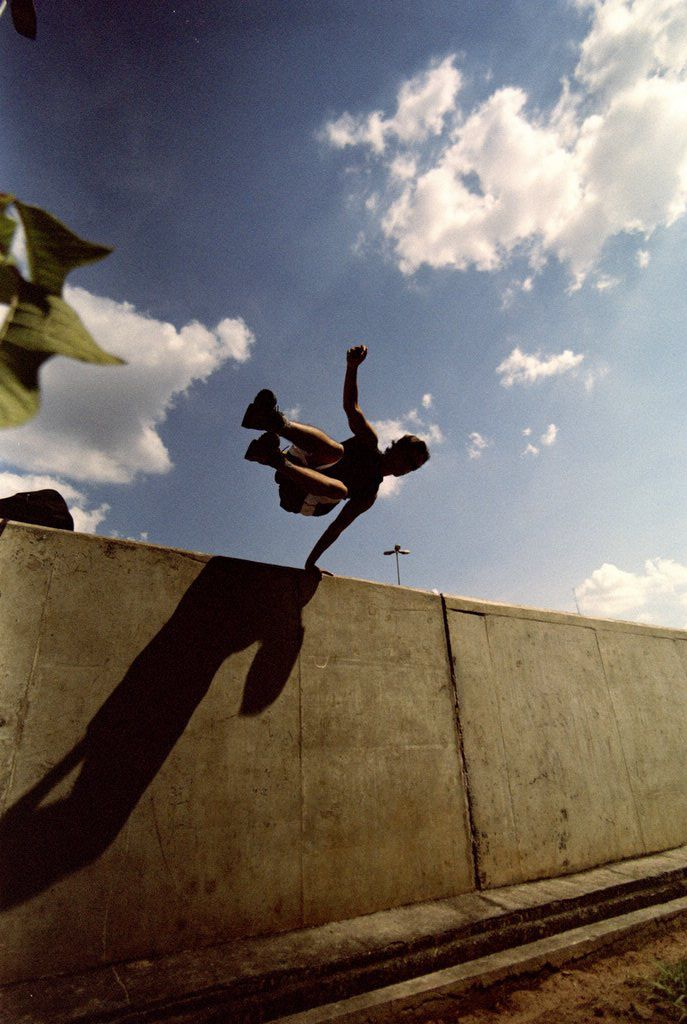
Saut d'un muret en parkour.

## Sites d'escalade

### Sites naturels d'escalade

#### Types de terrain

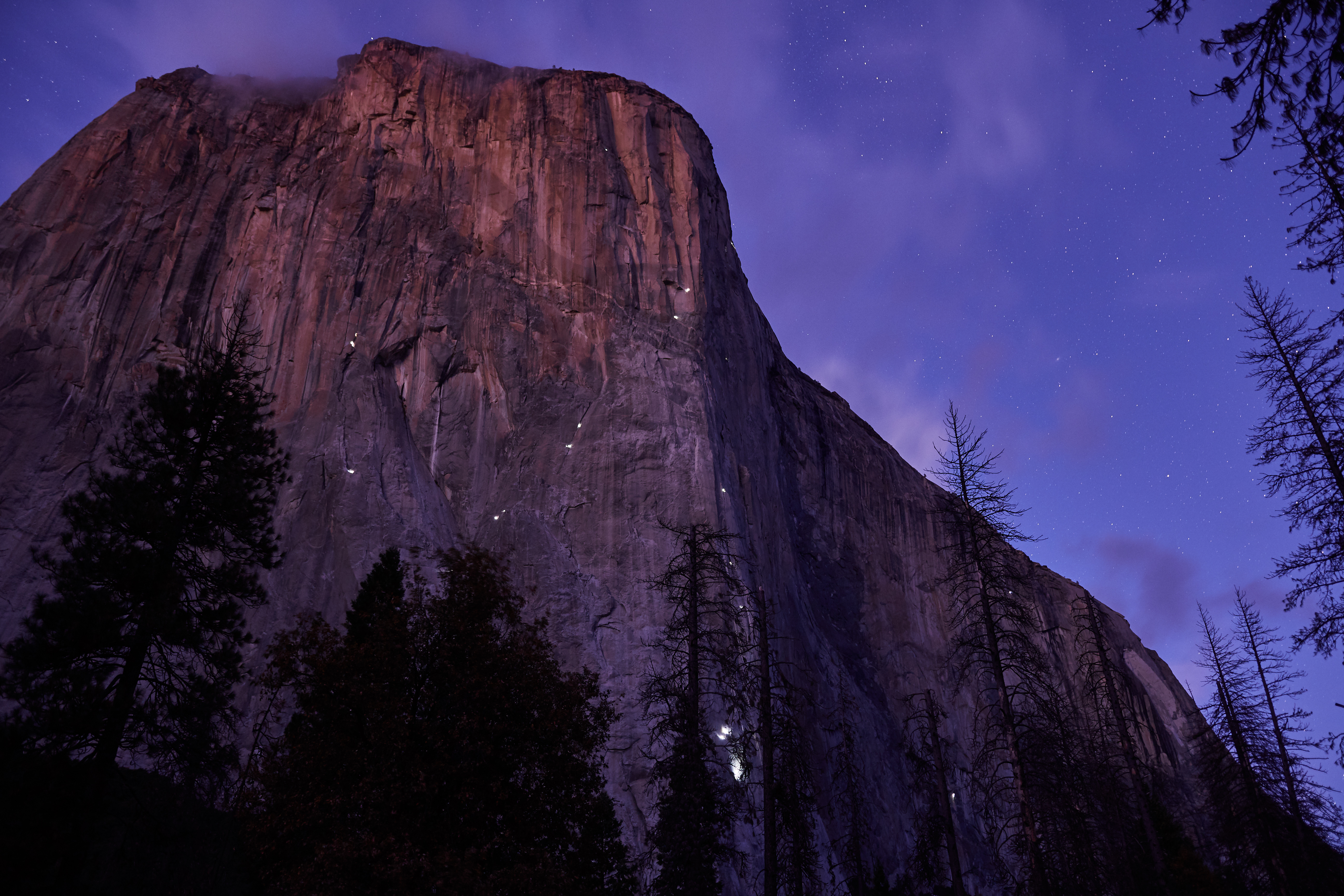
Lumières de bivouacs de grimpeurs dans la paroi d'El Capitan.

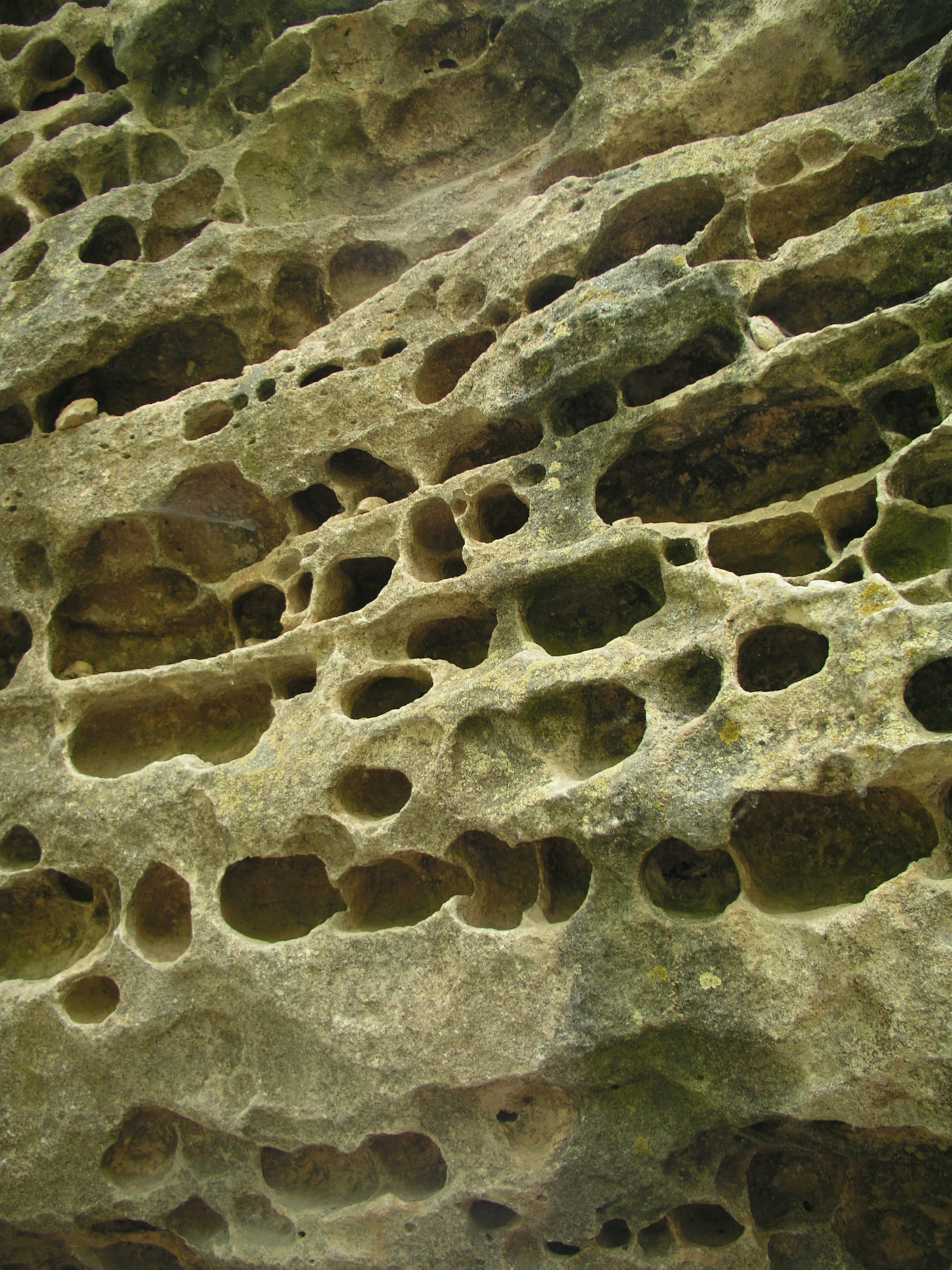
Calcaire perforé par l'érosion, dit « à trous » ou « à gouttes d'eau ».

Les sites naturels d'escalade (SNE) comprennent l'ensemble des reliefs rocheux propices à la pratique de l'escalade. Les pratiquants distinguent ces sites selon les types géologiques de roche, le profil des parois, la longueur des voies et l'équipement permanent éventuellement en place. Les reliefs de haute montagne sont généralement considérés comme des lieux de pratique de l'alpinisme plutôt que d'escalade, en raison des techniques mises en œuvre et des particularités du milieu (approche, conditions, neige, etc.)
Le type géologique se définit principalement par la nature des roches : le calcaire (site des gorges du Verdon, Calanques, Dolomites), le grès (Fontainebleau), la molasse (Buoux), les poudingues et conglomérats (Mallos de Riglos, Canaille), le granite (massif du Mont-Blanc, Bavella), roches volcaniques (Massif central, Allemagne, Islande), gneiss (Mercantour, Caroux), etc. La nature des roches, leurs déformations tectoniques (strates, cassures) et les effets de l'érosion (polissage, délitement, trous, taffoni) induisent d'importantes différences pour l'équipement et les mouvements d'escalade : type de prise, adhérence, facilité de protection, risques d'effritement ou chute de pierre, etc.
Les pratiquants distinguent aussi les sites selon le profil géométrique des parois, qui induit des gestuelles ou des mouvements d'escalade spécifiques : dalle, paroi verticale, dévers. Ils distinguent aussi les faces (lisses) et les « faiblesses » d'une paroi : fissure, écaille, colonne, arête, dièdre, cheminée, etc. Les sites sont également différenciés selon leur hauteur : le bloc (généralement moins de cinq mètres), la couenne (moins de quarante mètres), le site de grandes voies (nécessitant plusieurs relais d'assurage), le big wall (nécessitant plusieurs jours d'ascension).

#### Sites sportifs
Les sites sportifs sont des sites d'escalade où les points d'ancrage permettent d'assurer le grimpeur durant la totalité de son ascension. Les points sont généralement constitués de pitons à expansion ou de spits et le relais doit comporter au moins deux points d'ancrages reliés ou pouvant l'être. Selon les pays, la disposition et le matériel d'ancrage peuvent être soumis à des normes réglementaires.
L'équipement d'une falaise est généralement réalisé par des bénévoles. Après avoir repéré les secteurs présentant un intérêt, ils obtiennent l'autorisation d'usage auprès des propriétaires (parfois sous forme d'une convention signée avec une fédération sportive). Les équipeurs ou ouvreurs sécurisent le secteur en créant des sentiers d'approche, en purgeant la falaise des blocs et pierres instables, en taillant les arbres et la végétation trop envahissants et en brossant éventuellement la roche. L'installation des points d'assurage peut être réalisée depuis le bas, il s'agit alors d'une « ouverture », ou depuis le haut en descendant en rappel. L'équipement d'une longueur de voie requiert entre une demi-journée et trois jours de travail. Les noms des voies d'un secteur et leur description (cotation, tracé) sont ensuite répertoriés dans des publications destinées aux grimpeurs : les topos.

#### Terrain d'aventure
À l'opposé des sites sportifs, le terrain d'aventure est un site où tout ou partie des équipements servant à l'assurage sont absents ou ne répondent pas aux normes. Le grimpeur doit alors poser lui-même ses protections afin d'assurer sa sécurité. C'est sur ce type de site que l'escalade traditionnelle peut être pratiquée.

### Structures artificielles d'escalade

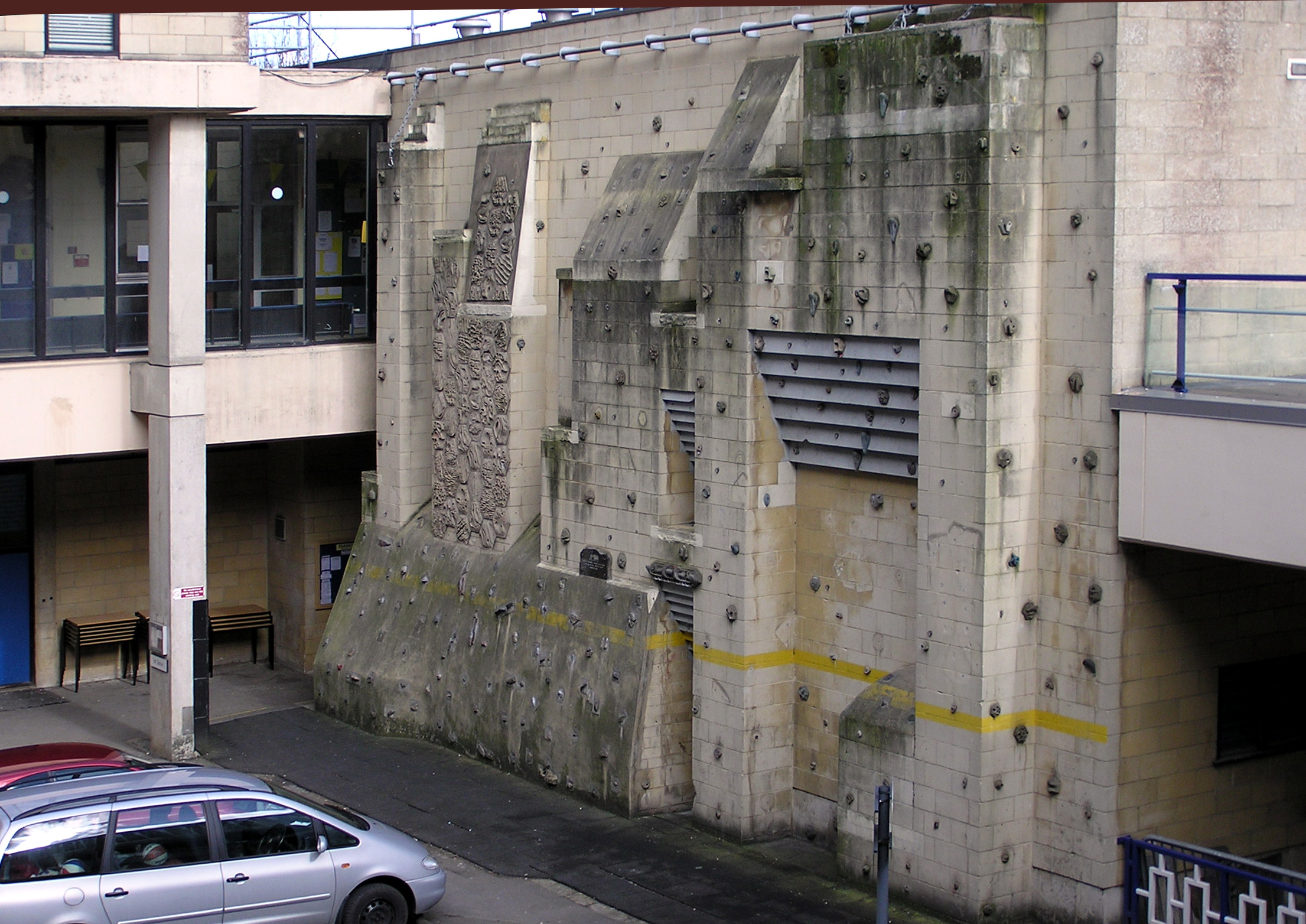
Un mur d'escalade avec des profils variés, sur le pignon d'un bâtiment d'une université britannique

L'escalade se pratique aussi bien en extérieur qu'en intérieur. Les structures artificielles d'escalade (SAE) permettent de pratiquer l'escalade sportive ou le bloc tout au long de l'année, en ville, quelles que soient les conditions météorologiques. Les SAE sont utilisées par certains grimpeurs pour l'entraînement hors saison (en hiver) ou dans des créneaux horaires mieux adaptés aux obligations quotidiennes (en soirée, après les créneaux scolaires). Les SAE offrent aussi un lieu de pratique dans les régions peu fournies en falaises et blocs rocheux. Elles sont parfois considérées comme un lieu plus adapté ou sécurisant pour l'initiation à l'escalade. Les SAE sont également devenues le lieu de pratique préféré de nombreux grimpeurs, qui se focalisent sur l'escalade en salle ou la compétition et délaissent l'escalade rocheuse.
Les « pans » désignaient à l'origine de simples panneaux de bois de fabrication artisanale et de petites dimensions, sur lesquels sont vissées des prises de main et de pied. Les premiers pans étaient bricolés à domicile par certains grimpeurs afin de s'entrainer régulièrement sur de courts passages, de faible hauteur (sans corde). Ils se sont répandus dans les années 1990, au sein des clubs d'escalade et à l'intérieur des salles d'escalade à corde.
Un « mur d'escalade » est un mur ou une paroi artificielle sur laquelle de nombreuses prises synthétiques sont fixées pour en permettre l'ascension. La plupart du temps, les murs d'escalade sont fabriqués avec des panneaux plats recouverts d'un matériau antidérapant, mais ils peuvent aussi présenter un relief ressemblant aux parois naturelles.
Les termes « mur », « pan » et « SAE » ne distinguent pas les structures avec points d'ancrage (escalade avec une corde) des structures sans points d'assurage (réception au sol ou sur tapis).

#### Mur à corde

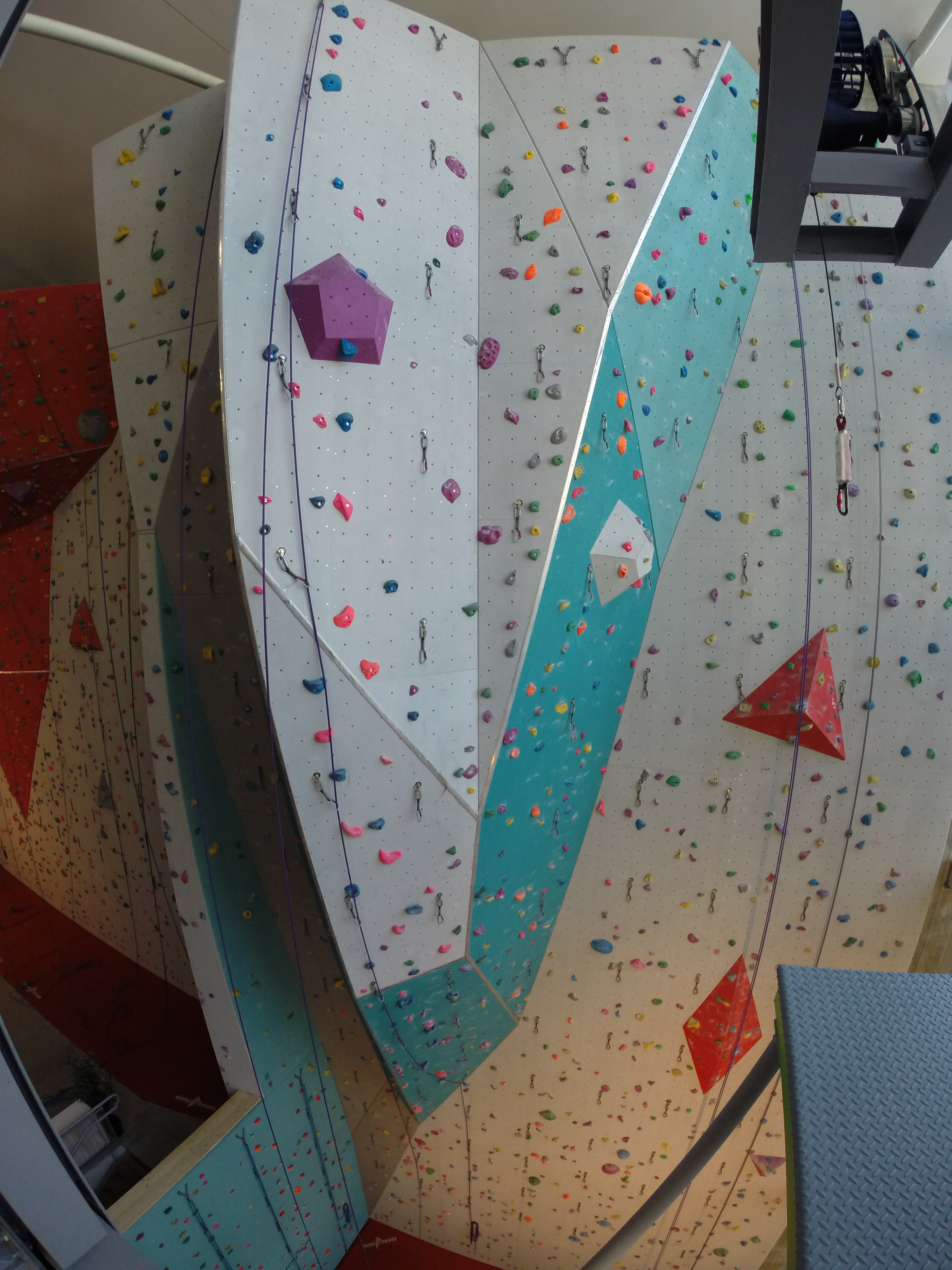
Un mur de construction moderne, haut de 22 mètres et consacré à l'escalade sportive, dans une salle d'escalade privée (Azium à Lyon).

Une « salle d'escalade (à corde) » ou un « mur à corde » désigne souvent une large structure artificielle dédiée à l'escalade sportive, composée d'un ou plusieurs murs équipés de points d'ancrage, et abrité à l'intérieur d'un bâtiment. De telles infrastructures peuvent être privées (entreprise) ou publiques (salle municipale), ouvertes au grand public (droit d'entrée payant) ou accessibles uniquement aux membres (club sportif, infrastructure scolaire). Le système de cotation est en général le même que sur les sites naturels (SNE) et la possibilité de modifier facilement le type et la position des prises permet une grande variété dans la difficulté. Les ouvreurs (les personnes qui créent les voies) renseignent en général au pied des voies des fiches descriptives ou des tableaux récapitulatifs de leur niveau.
Outre l'escalade en salle, il existe quelques structures artificielles extérieures (en bois, plastique, béton, ciment, acier, etc.) construites dans cette optique ou détournées de leur vocation première au profit de l'escalade, tels les châteaux d'eau, viaducs ou façades de bâtiments,.

#### Salles de bloc

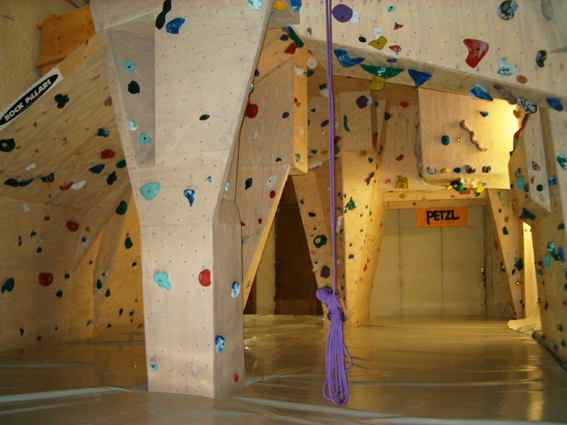
Une salle de bloc avec ses tapis de protection.

L'engouement des années 2010 pour la pratique du bloc a conduit à la création de « salles de bloc » modernes, susceptibles d'accueillir des compétitions. Ces structures artificielles sont dédiées uniquement à l'escalade de bloc, telle que pratiquée dans les compétitions. Elles sont construites à l'intérieur d'un bâtiment, avec une importante surface à grimper et des profils très variés (gros dévers, toit, proue, bombés...). À l'instar du bloc en extérieur, l'escalade y est pratiquée sans corde et à des hauteurs limitées. La chute des grimpeurs est amortie par d'épais tapis en mousse. Pour la Fédération française de la montagne et de l'escalade (FFME), ces structures de bloc se distinguent du simple « pan » par une hauteur suffisante et un vaste espace de pratique, de sécurité et de circulation. Sur ces sites, des ouvreurs créent régulièrement de nouveaux passages de bloc, en modifiant les prises, en les identifiant par des repères (étiquettes, couleur des prises...) et en mentionnant la difficulté (à l'aide d'un code couleur).

## Aspects techniques

### Mouvements

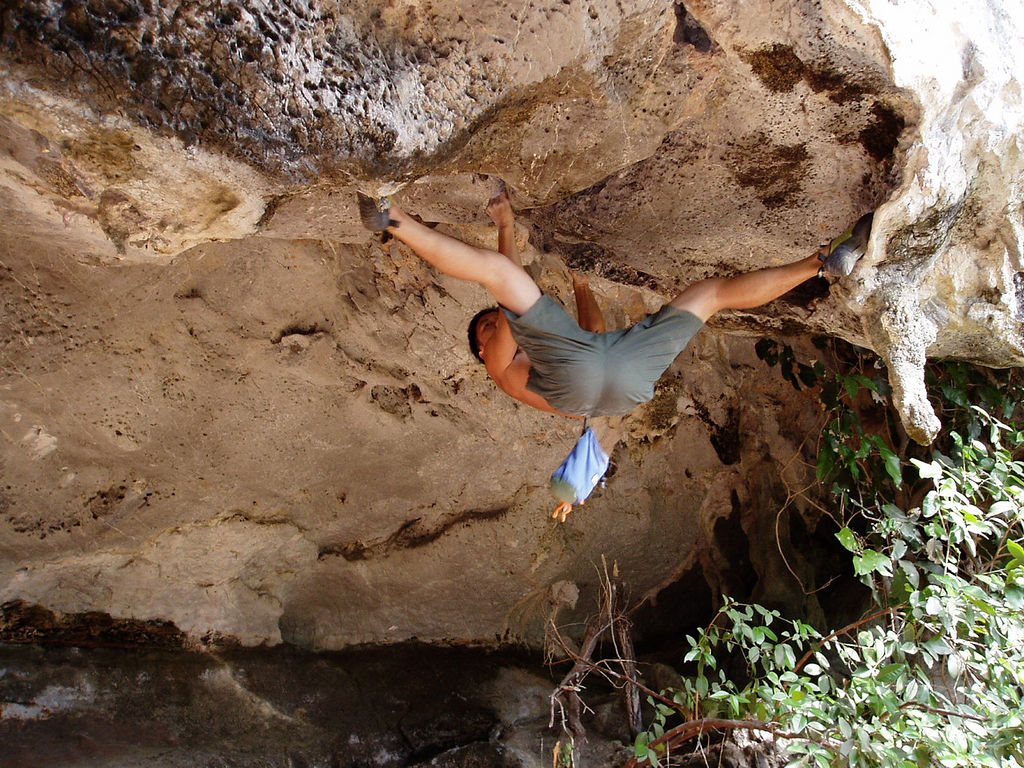
Un grimpeur en mouvement dans le toit d'un bloc.

L'escalade est un jeu de (dé)placements et d'équilibre. Le grimpeur progresse et déplace son centre de gravité dans un univers vertical et acquiert ainsi un bagage gestuel. Les pieds servent à la progression et à l'équilibre par appui sur des prises ou par traction (« crochetage »). En escalade, un principe fondamental pour garder son équilibre est celui des « trois points d'appui », c'est-à-dire deux pieds et une main ou deux mains et un pied. Cette règle est toujours enseignée chez les débutants, mais ne s'applique pas dans les mouvements dynamiques.
Limiter l'effort fourni par les mains et les bras est essentiel dans un sport qui nécessite de l'endurance, notamment en grande voie. Les muscles des membres inférieurs étant nettement plus puissants et endurants que ceux des bras, le rôle des pieds et des jambes est de supporter une grande partie du poids du grimpeur. Pour progresser ou effectuer des rétablissements, le grimpeur doit parfois se servir de son talon en le crochetant pour s'équilibrer et réduire l'effort sur ses bras afin de s'économiser. Les prises de main peuvent alors être utilisées dans de nombreuses directions et être tenues par seulement quelques doigts, voire une unique phalange.
Certains mouvements spécifiques servent à la progression dans les cheminées, les toits, les fissures ou les dièdres. De plus, si la plupart des mouvements s'effectuent de façon statique, où au moins une prise est toujours maintenue durant la progression, les mouvements dynamiques, comme les jetés, ne sont pas exclus, le grimpeur pouvant même quitter brièvement tous ses points d'appui simultanément.

### Techniques de progression

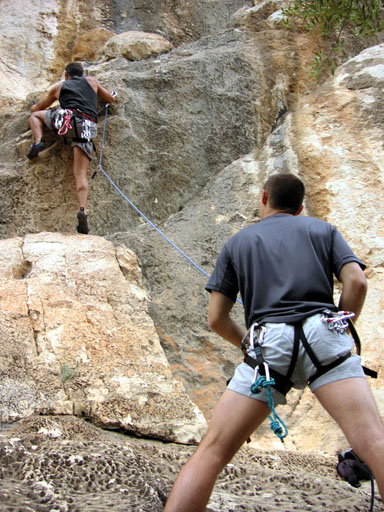
Progression en tête et assurage, avec les deux premiers points clippés.

Plusieurs techniques de progression ont été développées, en fonction du type d'ascension et des connaissances et capacités du grimpeur et de l'assureur. Elles font appel aux techniques d'assurage.

#### En tête

Grimpe en tête.

Lors de l'escalade en tête, le premier grimpeur escalade la paroi sans que la corde soit installée en haut (en « moulinette »). Au fur et à mesure de sa progression, il relie la corde aux points d'assurage à portée de sa main, par exemple en « mousquetonnant » une dégaine à un piton à expansion, puis la corde à cette dégaine. Le premier de cordée procède ainsi jusqu'au relais. S'il chute, il tombera d'une hauteur au moins égale à deux fois la distance du dernier point mousquetonné,. L'élasticité de la corde et la mobilité de l'assureur augmentent encore cette hauteur de chute mais permettent de l'amortir.
Le premier grimpeur arrivé au relais redescend immédiatement si la voie ne fait qu'une longueur (« couenne »), grâce à l'assureur (en « moulinette ») ou de manière autonome (« rappel »), ou fait monter le second grimpeur en l'assurant depuis le relais. Le second récupère les dégaines lors de sa progression  afin que le premier puisse les utiliser pour la longueur suivante.
Sur certains types de voie naturelle, l'usage d'une corde « à double » est recommandé pour des raisons de sécurité ou de confort. Par exemple, sur une voie en zigzag, la corde à double permet de réduire les frottements (tirage) ou les chocs aux points d'ancrage, en alternant les mousquetonnages. Elle permet aussi au grimpeur de rester assuré, voire bloqué sur un brin pendant qu'il passe l'autre brin dans une dégaine lors de sa progression, notamment en escalade artificielle.
Une corde à double est recommandée dans le cas d'une cordée de trois grimpeurs (encordement en flèche). Elle peut être constituée d'un seul bloc ou de deux brins séparés, ce qui permet d'en répartir le poids entre les grimpeurs pendant la marche d'approche. Certains modèles de corde à double sont unicolores, d'autres possèdent deux brins de couleur différente, facilitant ainsi le repérage du milieu de la corde notamment pour la mise en place de rappels.

#### En second

Grimpe en second.

L'escalade en second est pratiquée sur les voies de plusieurs longueurs. Dès que le grimpeur qui monte en tête atteint le relais, il s'y attache (on dit qu'il « se vache »). Il assure ensuite à son tour, depuis le relais, celui qui monte en second. Au fur et à mesure de sa progression, le second récupère les dégaines posées par le premier de cordée ou leader.
Arrivé au relais, le second peut alors enchaîner sur la longueur suivante, qu'il grimpera alors en tête (on parle de « progression en réversible »), ou rester au relais pour assurer son compagnon (« progression en leader fixe »). Cette deuxième solution s'impose quand le second n'est pas assez expérimenté ou entraîné pour gérer une longueur en tête.

Grimpe en flèche.

L'escalade « en flèche » est une variante où le premier de cordée grimpe en tête sur une corde à double (avec deux brins de cordes au lieu d'un) et est suivi par deux seconds. L'un des seconds assure alors le premier de cordée sur les deux brins de corde puis, une fois celui-ci arrivé au relais, les deux seconds grimpent simultanément, assurés par le premier, chacun sur un seul brin de corde. Un système d'assurage spécifique (plaquette par exemple) est nécessaire à cette pratique. La flèche permet de réaliser l'ascension d'une voie de plusieurs longueurs à trois grimpeurs au lieu de deux habituellement et elle augmente la sécurité du grimpeur.

#### À corde tendue

Grimpe à corde tendue avec points de protection.

L'escalade à corde tendue est la progression simultanée des grimpeurs. Le grimpeur de tête commence l'ascension jusqu'à ce que la corde qui le relie au second se tende. Le second commence alors à son tour à grimper sur la même voie. L'assurage s'effectue par le contrepoids d'un grimpeur par rapport à l'autre en cas de chute. Cette pratique nécessite une excellente maîtrise car elle présente des risques supplémentaires, mais elle permet d'avancer rapidement dans la voie en s'affranchissant des relais tant que le premier a le matériel nécessaire à la protection. Elle est fréquemment utilisée dans les longueurs faciles ou lors des records de vitesse sur des parois de plusieurs longueurs comme The Nose dans le parc national de Yosemite.

#### En moulinette

Grimpe en moulinette.

L'escalade dite « en moulinette » se pratique avec la corde déjà passée dans le relais en haut de la voie. Le grimpeur est constamment assuré par le haut et n'a généralement pas à utiliser de dégaines lors de sa progression, tandis que l'assureur se trouve au pied de la voie,. Cette technique, généralement utilisée en école d'escalade sur de faibles hauteurs, minimise l'amplitude d'une éventuelle chute car l'élève reste à portée de vue de l'assureur lors de son évolution. Elle est aussi employée par des grimpeurs entraînés souhaitant répéter un passage ou une série de mouvements.
Les SAE encouragent souvent cette pratique afin de limiter le matériel nécessaire et de minimiser les risques. En escalade sportive, la moulinette est fréquemment utilisée pour « travailler » une voie ou un passage à la limite de son niveau, mais la « réalisation » d'une voie comportant plusieurs longueurs se fait toujours en tête ou en réversible.

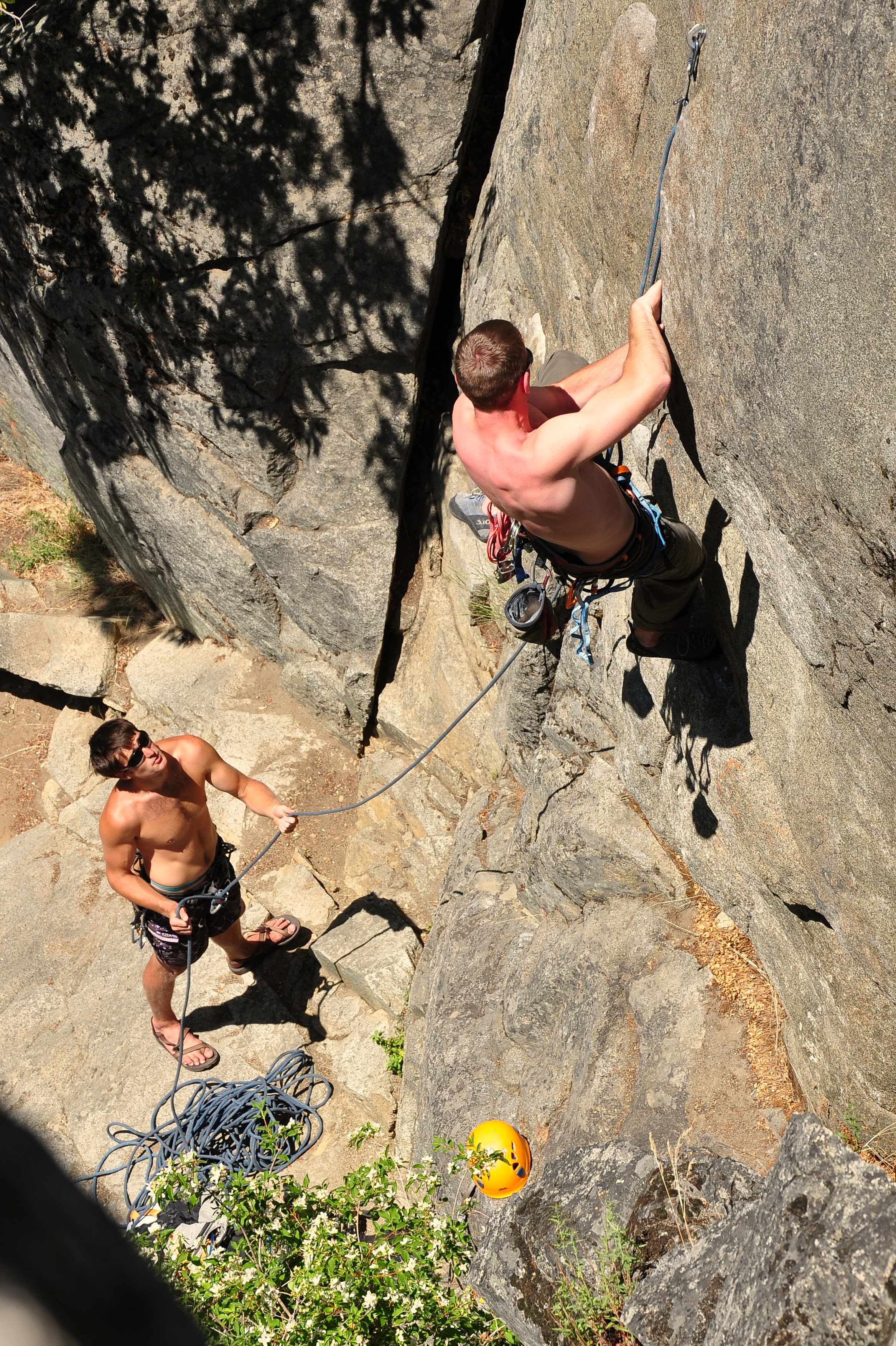
Escalade en tête.
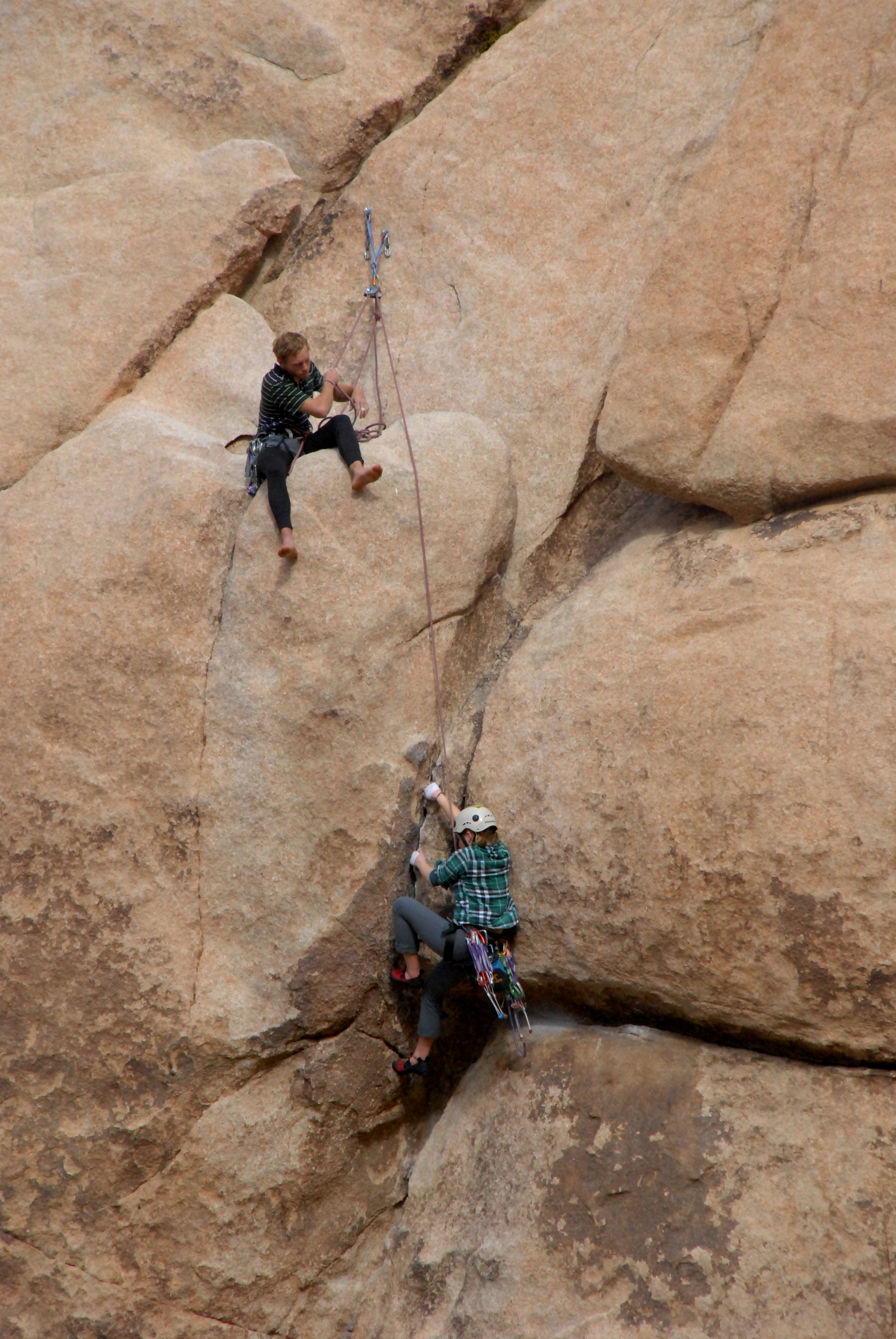
Escalade en second.
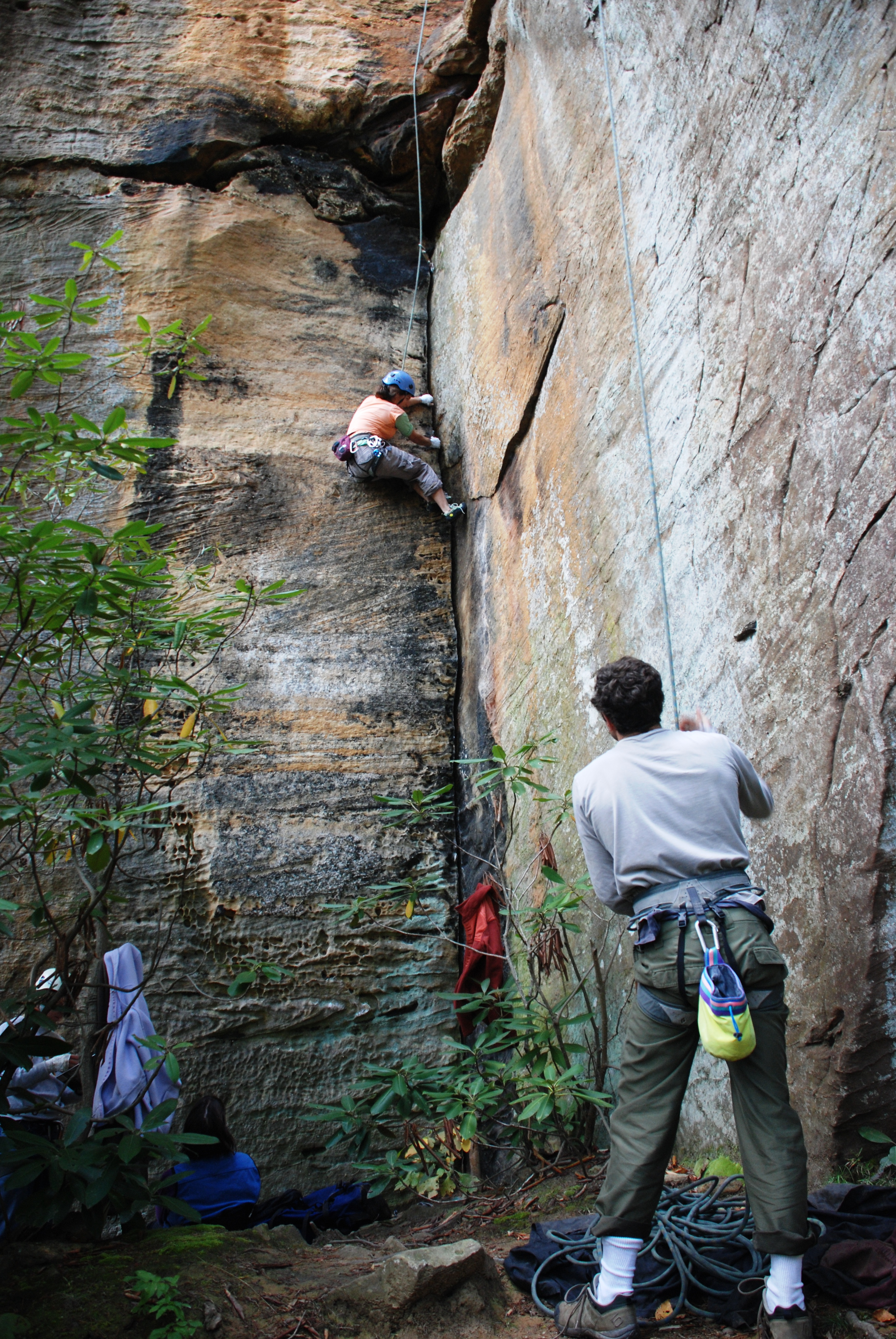
Escalade en moulinette.

### Cotations

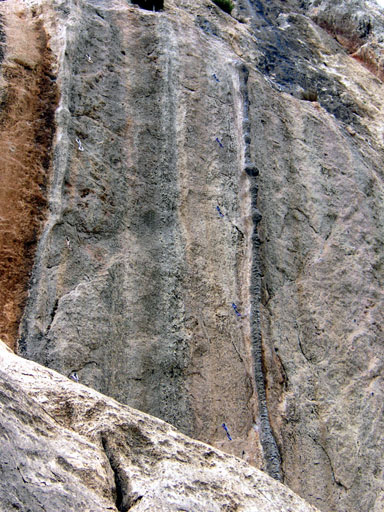
Voie très difficile en falaise, cotée 7a, le long d'une colonnette.

La difficulté d'une voie est codifiée par un système de cotation qui diffère selon les pays. En France, la cotation est exprimée par un chiffre (de 3 à 9), avec des subdivisions en lettre (de a à c), et éventuellement un signe (+, parfois - pour les notations anciennes). La difficulté par ordre croissant est donc notée, par exemple : ... < 4 < 5a < 5a+ < 5b < ...< 9c. Certains topos utilisent des chiffres romains (IV, V+...). On peut trouver une double cotation (par exemple 5c/6a), notamment si les prises sont difficiles à atteindre pour les grimpeurs de petite taille.
En pratique, l'escalade proprement dite commence au niveau 4 dans le système de cotation français, le niveau 1 correspondant historiquement à la station verticale dans l'esprit de l'inventeur de cette échelle, Willo Welzenbach.
Parmi les systèmes de cotation à l'étranger, la notation anglaise propose deux cotations par voie, permettant de noter respectivement la difficulté et l'engagement, car la plupart des voies anglaises ne sont pas équipées et sont parfois difficiles à protéger. La cotation en bloc y diffère en outre de l'escalade en falaise.

### Matériel
Le matériel de base pour pratiquer l'escalade se limite en général à des chaussons d'escalade, conçus pour assurer un bon contact entre les pieds du grimpeur et la paroi. De même, de la magnésie peut réduire la sudation des mains pour une meilleure préhension.
Afin de protéger le grimpeur en cas de chute, du matériel supplémentaire peut être utilisé, détaillé ci-dessous.

#### Bloc
Selon la hauteur du bloc, sa difficulté et la dangerosité de la réception en cas de chute, le matériel du grimpeur se complète d'un ou plusieurs crash pads. Il s'agit d'un matelas de réception qui permet l'amortissement d'une chute et la protection de la zone de réception, qui est parfois rendue dangereuse par des cailloux, des racines ou des souches d'arbres. De plus, au moins une personne se charge de parer le grimpeur pour contrôler et amortir sa chute.

#### Escalade sportive
En escalade sportive, la hauteur atteinte par le grimpeur nécessite une protection supérieure à celle fournie par le crash pad. Le matériel utilisé vise donc à empêcher le retour au sol du grimpeur. Il se compose de la corde et des éléments de liaison qui permettent de l'utiliser.
La corde doit impérativement être dynamique, c'est-à-dire pourvue d'une certaine élasticité et d'une grande résistance aux frottements, à l'opposé des cordes statiques prévues pour une progression verticale (comme en spéléologie). Elle est conçue pour résister aux contraintes d'une chute.
Cette corde est attachée au grimpeur par l'intermédiaire d'un baudrier au moyen d'un nœud d'encordement (généralement un nœud en huit ou de chaise) qui assure une fixation aisée, solide et fiable. Aux débuts de l'escalade, la corde était simplement attachée autour de la taille des grimpeurs, ce qui ne garantissait pas une totale sécurité et pouvait parfois occasionner une gêne pendant les ascensions voire des blessures (chocs, traumatismes) en cas de chute.

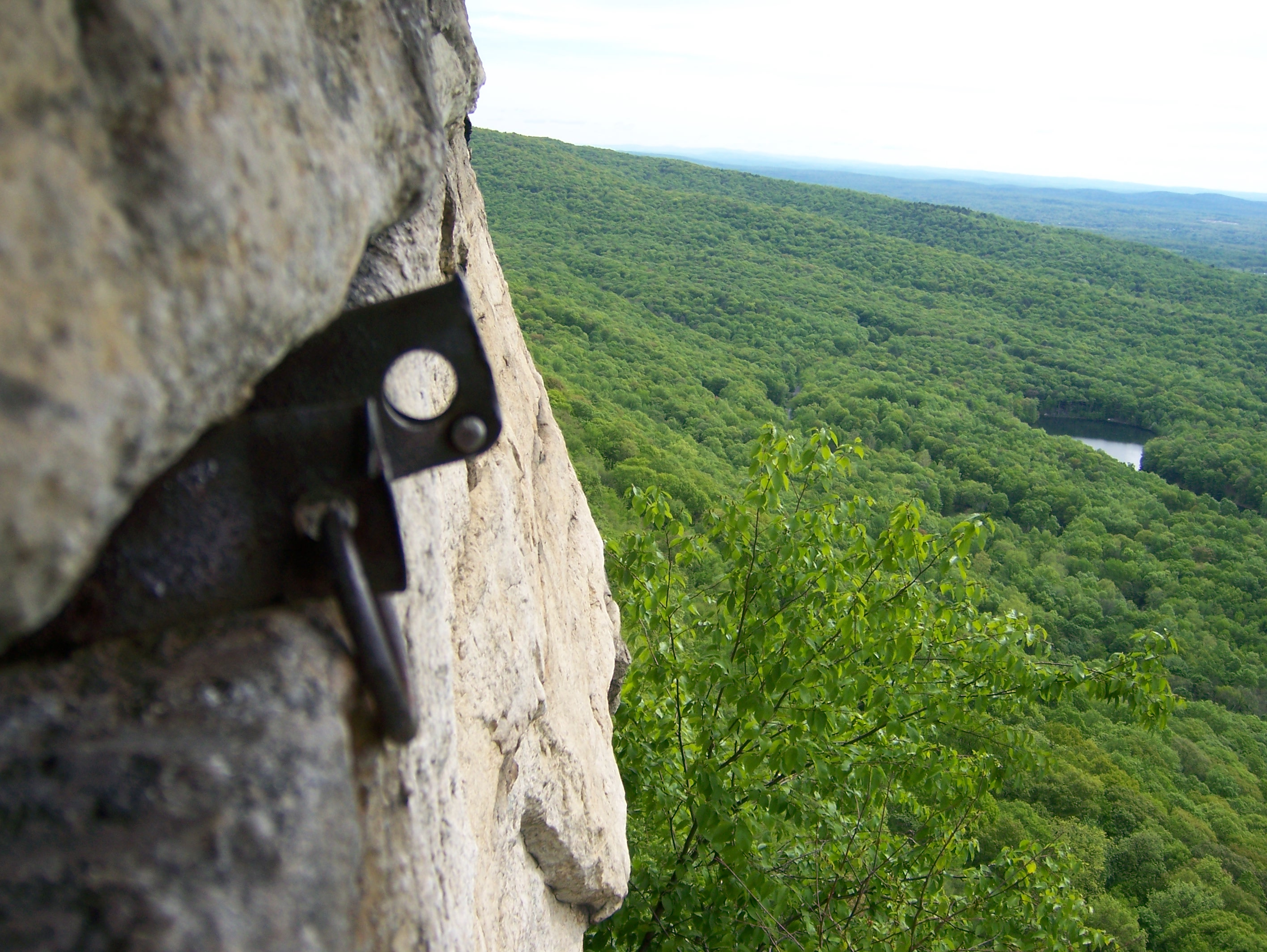
Point d'ancrage de type « piton » sur une paroi.

L'autre extrémité de la corde est reliée à l'assureur par  le biais d'un dispositif d'assurage. Le défilement de la corde est alors contrôlé au fur et à mesure de la progression du grimpeur en « donnant du mou », et l'assureur peut bloquer son défilement au cas où le grimpeur viendrait à chuter. Ce dispositif d'assurage est soit un frein (dans le cas d'un descendeur en huit ou d'un nœud de demi-cabestan), soit un dispositif auto-bloquant comme le grigri ou le cinch. Dans le cas d'une voie en plusieurs longueurs, l'assureur est obligatoirement attaché (ou « vaché ») à un relais (ou chaîne) qui est constitué d'au minimum deux points d'ancrage si la configuration de la paroi le permet.
En escalade sportive, lors de sa progression, le grimpeur se contente de passer sa corde dans des dégaines fixées sur les points d'ancrage de la paroi. Dans le cadre de l'escalade traditionnelle, c'est-à-dire pour les falaises peu ou pas équipées (souvent appelées « terrain d'aventure »), du matériel de protection supplémentaire est nécessaire : des coinceurs ou des sangles, parfois des pitons sont installés afin d'y placer des dégaines.
Pour des raisons de sécurité, ce matériel de base est souvent complété d'un casque afin de protéger le grimpeur comme l'assureur d'éventuelles chutes de pierres.

#### Escalade artificielle
En escalade artificielle, l'équipement du grimpeur reprend celui utilisé en escalade sportive. S'y ajoute tout l'équipement permettant une progression artificielle : étriers permettant de se hisser sur l'ancrage pour en poser un nouveau, pitons voire, exceptionnellement, crochets à goutte d'eau pour la progression, marteau pour poser des pitons, dégaines explosives pour soulager le poids sur les ancrages en cas de chute, etc.
Dans ce cas, le matériel ne vise plus seulement à minimiser les conséquences d'une chute, il permet aussi de créer des points d'ancrage supplémentaires nécessaires à la progression du grimpeur.
Les grimpeurs utilisent systématiquement un casque car ils sont susceptibles de se cogner la tête contre des protubérances du rocher ou, dans certaines situations, aux surplombs, toits, etc. Par ailleurs, le grimpeur, assis dans son baudrier, peut porter des genouillères qui protègent les genoux lors de la pose de points d'ancrage.

### Normalisation
L'escalade peut être pratiquée de manière très libre. Cependant, comme pour tout sport à risques, elle est soumise à de nombreuses normes pour assurer la sécurité des grimpeurs. Les fabricants de matériel d'escalade, en particulier, sont contraints de respecter des normes strictes qui définissent les caractéristiques des équipements, particulièrement les équipements de protection individuelle (EPI), leur contrôle qualité et l'information faite aux usagers sur leur utilisation. Les structures artificielles sont également concernés.
En Europe, le Comité européen de normalisation (CEN) établit des directives, en concertation avec les acteurs concernés, que tout matériel vendu dans l'Union européenne doit respecter. Il doit aussi être conforme aux lois de l'Union européenne et porter le marquage CE (conformité européenne). En France, les normes sont harmonisées avec celles européennes par l'Association française de normalisation (AFNOR). De plus, ce matériel est soumis aux normalisations ISO tout au long de sa chaîne de fabrication afin d'assurer la qualité des composants.

#### Organisation
La Commission européenne de normalisation établit les normes sur le plan européen, tandis que l'AFNOR traite des normes françaises. De plus, l'Union internationale des associations d'alpinisme (UIAA) définit un label selon des normes souvent plus strictes que celles de la Commission européenne, et tous les fabricants adhérents à cette association mondiale doivent respecter un cahier des charges précis afin de bénéficier de ce label.
Les normes concernant les prises d'escalade ont été élaborées par la commission S53V et celles régissant l'utilisation des tapis de réception ont été établies par la commission S530. Pour faire respecter ces normes, des organismes, habilités en France par le ministère de l'industrie, effectuent des contrôles réguliers. Toute irrégularité vis-à-vis de ces normes conduisant à un dommage corporel constitue une circonstance aggravante pour le fabricant.
Ces normes ou d'autres similaires sont respectées dans beaucoup d'autres pays en dehors de l'Europe.

#### Catégorie des EPI

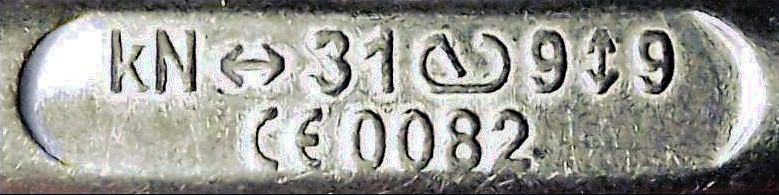
Marquage CE sur le flanc d'un mousqueton.

La législation encadre également l'utilisation des EPI. Il existe trois catégories d'EPI pour protéger la personne : la première concerne les agressions superficielles, la seconde les agressions graves et la catégorie 3 protège contre les dangers mortels.
En escalade, les EPI de catégorie 1 sont par exemple les gants, les lunettes ou écrans de protection. Il est nécessaire qu'il comporte au moins la mention CE. La seconde catégorie encadre notamment les casques et les crampons. Ils doivent comporter la mention « CE » et l'indication de l'année de fabrication, par exemple « CE12 » pour un casque fabriqué en 2012. Enfin la catégorie 3 encadre par exemple les cordes, les baudriers, les mousquetons. Ceux-là doivent comporter la mention « CE », l'année de fabrication ainsi que le numéro du laboratoire agréé (par exemple « CE12987 »).

#### Normes en vigueur
| Référence ; date de révision « Intitulé » | Commentaire |
| --- | --- |
| EN 566 ; mars 2007 « Équipement d'alpinisme et d'escalade - Anneaux - Exigences de sécurité et méthodes d'essai »                                             | [ AFNOR 1 ] |
| EN 892 ; janvier 2005 « Cordes dynamiques - Exigences de sécurité et méthodes d'essai »                                                                       | [ AFNOR 2 ] |
| EN 893 ; janvier 2011 « Crampons - Exigences de sécurité et méthodes d'essai »                                                                                | [ AFNOR 3 ] |
| EN 953+A1 ; mai 2009 « Sécurité des machines - Protecteurs - Prescriptions générales pour la conception et la construction des protecteurs fixes et mobiles » | [ AFNOR 4 ] |
| EN 12275 ; juin 2013 « Équipement d'alpinisme et d'escalade - Connecteurs - Exigences de sécurité et méthodes d'essai »                                       | [ AFNOR 5 ] |
| EN 12277 ; avril 2007 « Équipement d'alpinisme et d'escalade - Harnais - Exigences de sécurité et méthodes d'essai »                                          | Cette norme définit les exigences de sécurité et les méthodes d'essai relatives qui s'appliquent aux harnais utilisés en alpinisme et en escalade. Elle s'applique : - aux harnais complets ; - aux harnais de petite taille ; - aux harnais cuissard ; - aux harnais torse. |
| EN 12492 ; avril 2012 « Casques d'alpinistes - Exigences de sécurité et méthodes d'essai »                                                                    | Cette norme tient à spécifier : - la résistance et la solidité de la coque du casque ; - le confort et la capacité à absorber les chocs du rembourrage intérieur ; - l'efficacité du maintien sur la tête et la facilité de réglage ; - la forme générale pour ne pas blesser et éviter les chocs. |
| EN 12572-1 ; mai 2007 (avec second tirage en décembre 2008) « Exigences de sécurité et méthodes d’essai relatives aux SAE avec points d’assurage »            | Celle-ci s'appuie aussi sur la norme EN 15312-A1 qui concerne les équipements sportifs en accès libre. |
| EN 12572-2 ; février 2009 « Exigences de sécurité et méthodes d'essai relatives aux pans et blocs d'escalade »                                                | Elle définit, entre autres : - la hauteur maximale de la structure ; - les exigences relatives aux matelas de réception en termes de : - dimension, - emplacement, - épaisseur, - la liaison entre eux ; - les méthodes d'essais de la structure, tels que : - la résistance à l'arrachement des inserts de prises, - la résistance aux chocs de la surface de la structure. Elle fait référence à la première partie de la même norme ainsi qu'à la norme EN 12503 relative aux tapis de sport. |
| EN 12572-3 ; février 2009 « Exigences de sécurité et méthodes d'essai pour prises d'escalade »                                                                | Elle définit, entre autres : - les exigences de dimensions ; - les exigences d'ergonomie ; - la résistance à l'effort exercé lors de la fixation (notamment une compression trop importante lors du vissage) ; - la capacité de la prise à rester en place et à ne pas tourner pendant son usage ; - la résistance à la rupture lors d'une charge importante durant son utilisation. |
| EN 15151-1 ; octobre 2012 « Dispositifs de freinage avec blocage assisté de la main, exigences de sécurité et méthodes d'essai »                              | Elle définit les exigences de sécurité et les méthodes d'essai applicables pour les dispositifs de freinage avec blocage assisté de la main |
| EN 15151-2 ; octobre 2012 « Dispositifs de freinage manuel, exigences de sécurité et méthodes d'essai »                                                       | Elle définit les exigences de sécurité et les méthodes d'essai applicables pour les dispositifs de freinage manuel pour l'assurage et la descente en rappel avec contrôle manuel uniquement, à des fins de protection contre les chutes de hauteur |

## Motivations
Les motivations qui poussent une personne à pratiquer l'escalade sont multiples et personnelles. Cependant, il existe des dénominateurs communs qui justifient la pratique de l'escalade.

### Environnement
L'escalade en extérieur se pratique quasiment exclusivement en milieu naturel, ce qui donne l'occasion aux grimpeurs de visiter des sites à l'écart de la civilisation et de profiter du cadre. Nombre de sites d'escalade sont situés dans des parcs nationaux, comme les gorges du Verdon, le parc national de Yosemite ou encore Hueco Tanks, qui permettent aux grimpeurs de voir une faune et une flore spécifiques[réf. souhaitée], en plus de disposer de panoramas réputés depuis un emplacement privilégié.

### Physique
L'escalade développe de nombreuses capacités comme la force musculaire, la souplesse, l'endurance musculaire, l'équilibre et de bonnes capacités psychomotrices,. Elle fait particulièrement travailler la musculature scapulaire, dorsale et thoracique (principalement en étirement), les groupes musculaires du bras et avant-bras ; elle fait participer les jambes et la sangle abdominale. Enfin, elle met fortement en jeu la proprioception.
Le défi physique que représente l'escalade est souvent source de motivations pour les grimpeurs.
La nature du rocher a une incidence sur les efforts à fournir en escalade. Sur les falaises calcaires, l'escalade s'effectue généralement en finesse sur dalles parfois compactes en adhérence ou « grattonnage » (progression sur de minuscules prises appelées grattons) qui exige de la confiance et de la détermination, sans jamais forcer musculairement, les efforts étant concentrés essentiellement sur les jambes et les pieds. Les bras participent seulement à l'équilibre. Sur le rocher granitique, les efforts sont beaucoup plus physiques, les parois étant souvent constituées de fractures, de la fissure verticale jusqu'à la cheminée, large fissure exigeante pour les membres supérieurs. En montagne, à la difficulté technique de l'escalade, s'ajoutent l'altitude (raréfaction de l'air) et le poids du sac[réf. souhaitée].

### Aspects psychologiques
L’escalade est une excellente école pour apprendre à se connaître et à appréhender ses limites. Elle « met en œuvre une pratique collective et améliore le bien-être et la confiance en soi (et en l’autre), tout en améliorant la gestion de la peur ».
Dans le développement de l'enfant, l'escalade apprend « à prendre des informations (sur l’emplacement des prises et leur qualité) et à les interpréter pour trouver une solution efficace au problème posé par le support. Élargir son répertoire de solutions induit un apprentissage ».
Une notion importante est la part psychologique dans la pratique de l'escalade. Pour réussir une ascension, le grimpeur doit maîtriser son appréhension du vide ainsi que sa peur de la chute par la pratique régulière et progressive. Le grimpeur éprouve une satisfaction souvent génératrice de motivation par l'adrénaline qu'elle procure, mais aussi par le sentiment de plénitude et de maîtrise de ses actions et de sa vie qu'elle inspire, qui en fait une activité autotélique.
Le vide, appelé également « gaz » dans le jargon du grimpeur, est un élément important dans la pratique de l'escalade. Selon l'état d'esprit du grimpeur, il est inspirant et indissociable du plaisir que procure la difficulté technique. Selon l'aisance du grimpeur, le vide, grisant, sublime l'escalade. A contrario, un niveau insuffisant, la fatigue ou le stress peuvent rendre le vide extrêmement présent, gênant voire paralysant (sensation de vide qui aspire le grimpeur, moiteur, apnée). La configuration de la paroi, selon que les lignes sont fuyantes ou entrecoupées de repères visuels, participe de cette perception du vide plus ou moins aiguë[réf. souhaitée].

## Compétitions

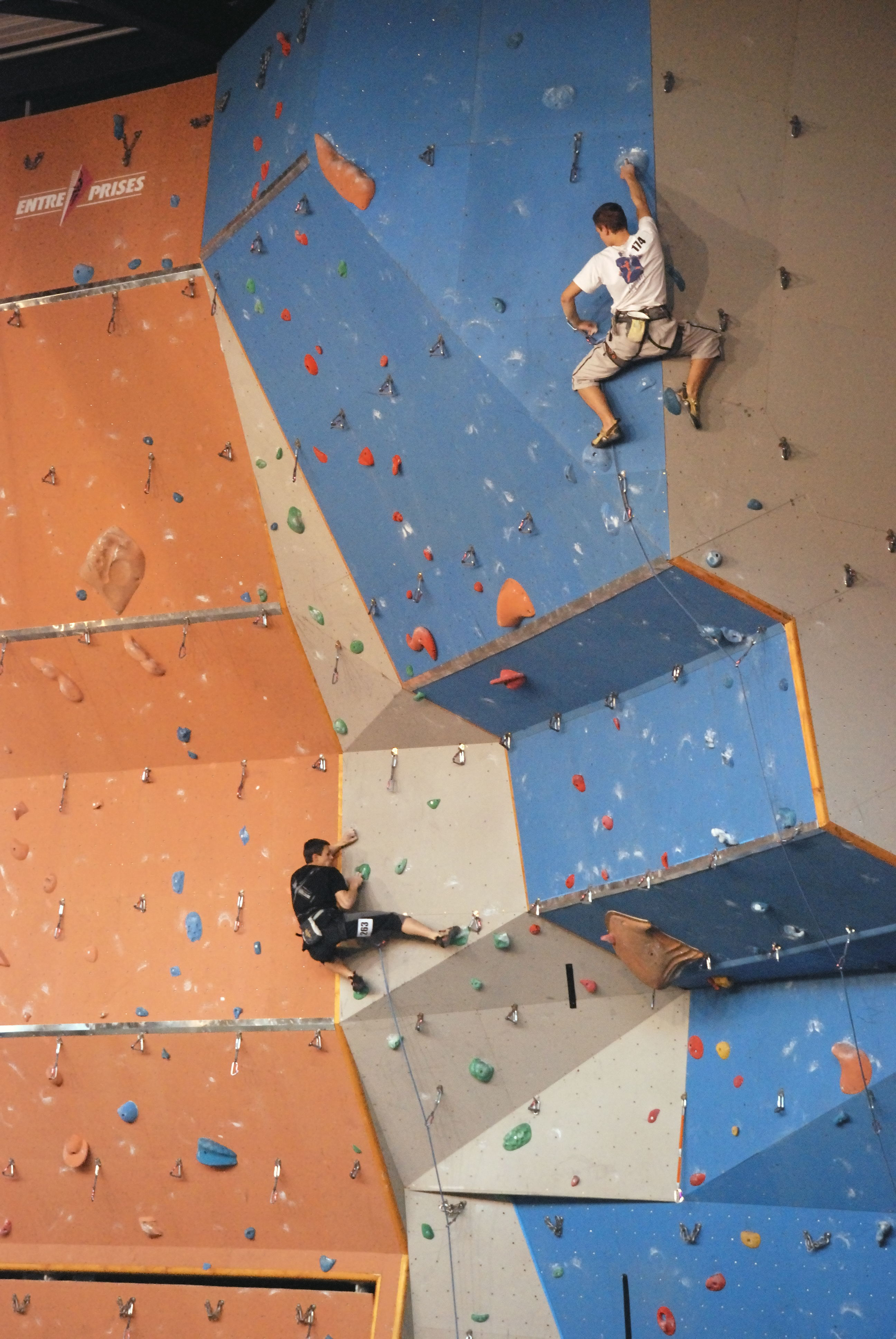
Compétition sur le mur d'escalade du gymnase Jean-Christophe Lafaille à Voiron (France).

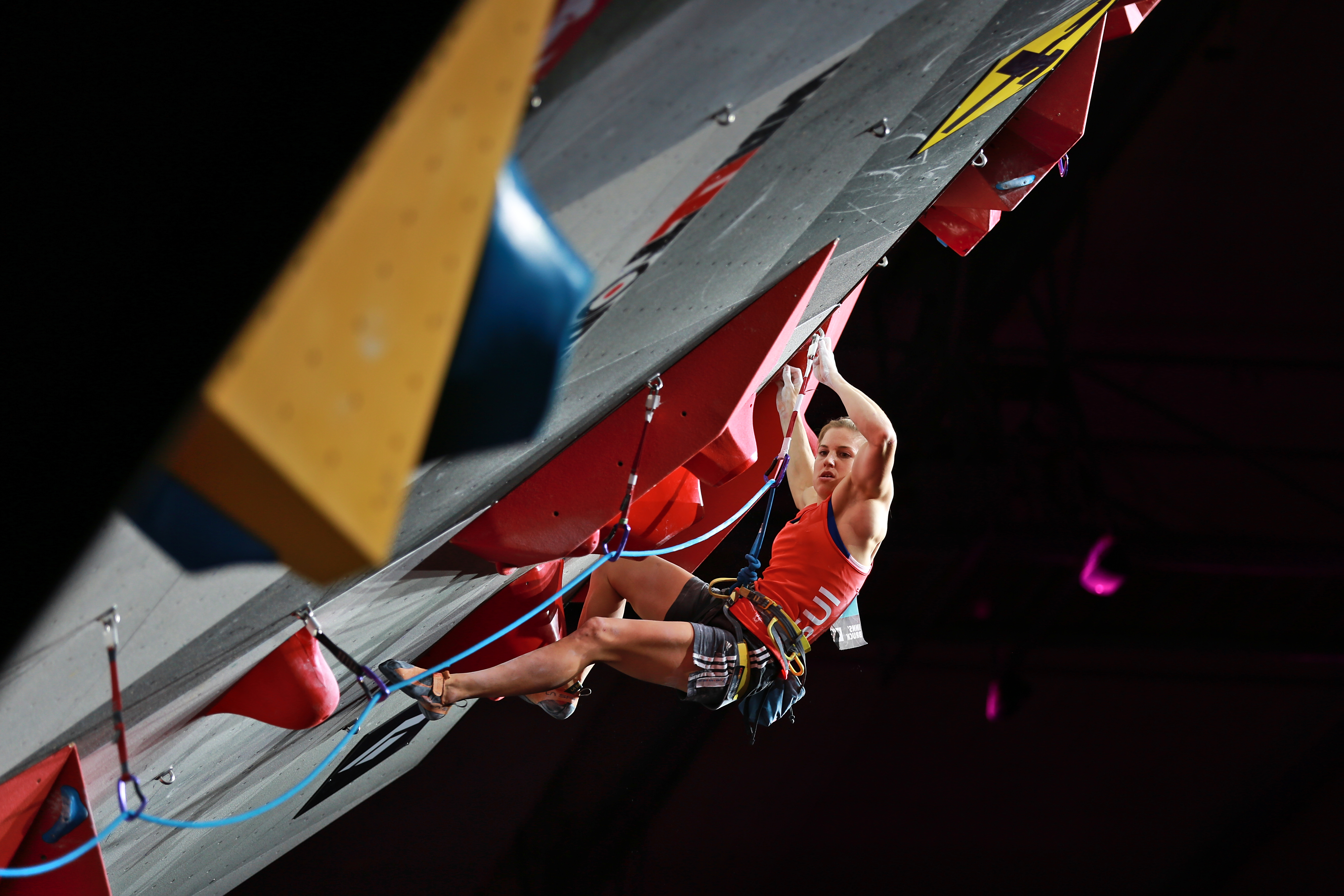
Petra Klingler, championne suisse d'escalade, aux championnats du monde d'escalade de 2018.

Les compétitions officielles d'escalade sont administrées à leur création par l'Union internationale des associations d'alpinisme (UIAA), puis dès 2007 par la Fédération internationale d'escalade (IFSC). Au niveau international, elles sont organisées sous deux formes, des championnats du monde qui ont lieu une fois tous les deux ans et une Coupe du monde qui se déroule en plusieurs étapes. L'escalade est aussi représentée aux Jeux mondiaux depuis son édition de 2005 à Duisbourg. De plus, des championnats continentaux se tiennent de manière bisannuelle, comme les Championnats d'Asie, les Championnats panaméricains et les Championnats d'Europe. En 2019, un circuit d'étapes de Coupe d'Europe, voit le jour. De nombreuses compétitions de niveau national administrées par les fédérations nationales de chaque pays sont créées, ainsi que des compétitions promotionnelles comme le Melloblocco, organisées chaque année, depuis 2004, sur des blocs naturels dans la région de Val Masino en Italie ou encore le Petzl Roc Trip.
Les compétitions se tiennent le plus souvent en salle sur des murs d'escalade, mais aussi sur des murs extérieurs, permanents ou provisoires comme pour les étapes de la Coupe du monde qui se déroulent à Chamonix en France. Elles se déroulent généralement en trois tours : qualifications, demi-finale et finale, avec possibilité de super-finale en cas d'ex-æquo à la première place. Il existe trois disciplines principales : la difficulté, le bloc et la vitesse.
L'escalade est au programme des Jeux olympiques d'été de 2020 en tant que sport additionnel (il n'est pas encore au programme olympique). Elle comportera trois épreuves : le bloc, l’escalade de vitesse et le mur d’escalade. Pour les Jeux olympiques de 2024 à Paris, l’escalade sera de nouveau proposée au Comité international olympique afin de potentiellement l’intégrer aux sports additionnels,.

### Difficulté
Durant les épreuves de difficulté, les concurrents grimpent les mêmes voies en tête, les uns après les autres. Ces voies doivent faire un minimum de 15 mètres de longueur pour 3 mètres de largeur et avoir une hauteur minimale de 12 mètres,. Le vainqueur est celui qui atteint le plus haut point de la voie, en un seul essai. Une voie est réussie (comptée « TOP ») lorsque la dernière dégaine de la voie a été « mousquetonnée » ; si elle n'est pas réussie la dernière prise tenue par le grimpeur est comptabilisée. Pour le classement, on tient compte également de la façon dont la dernière prise a été utilisée. Un grimpeur qui l'aura valorisée en initiant un mouvement vers la prise suivante sera classé devant celui qui l'aura simplement tenue. Depuis 2012, la durée d'ascension est prise en compte pour le classement en cas d'égalité. Cependant le temps limite pour la tentative de chaque grimpeur est de 8 minutes. Passé ce délai, le compétiteur est arrêté dans sa progression et la hauteur est mesurée à l'endroit de cet arrêt.
Durant le tour de qualification des compétitions de difficulté, les compétiteurs doivent grimper deux voies. Le classement est alors obtenu en effectuant la moyenne du classement obtenu sur chacune des deux voies. À l'issue des qualifications, sont retenus les 26 meilleurs pour la demi-finale. À l'issue de la demi-finale, il ne reste plus que les 8 mieux classés. En cas d'égalité sur un tour, les concurrents sont départagés d'après les résultats des tours précédents.
La plupart du temps, les compétiteurs doivent grimper la voie à vue. Cela signifie qu'ils ne sont pas autorisés à voir les autres grimpeurs sur la voie car autrement leurs concurrents pourraient voir les astuces ou les erreurs des grimpeurs les ayant précédés, ce qui leur donnerait un avantage important. Ils ne peuvent pas non plus recevoir de conseils d'autres grimpeurs, et n'ont qu'un temps limité pour observer et « lire » la voie à son pied. Sinon les grimpeurs grimpent la voie flash, après avoir pu observer les techniques et enchaînements donnés par l'ouvreur de la voie, qui effectue une démonstration, puis par les autres grimpeurs.

### Bloc
Les épreuves officielles de bloc se déroulent sur un circuit à vue de cinq blocs pour les qualifications et de quatre blocs pour les demi-finales et les finales. Sur chaque bloc, les prises de départ à utiliser avec les mains et les pieds sont imposées, ainsi que la prise d'arrivée qui doit être tenue à deux mains. Une prise intermédiaire dite « bonus » est également matérialisée.
Chaque compétiteur dispose d'un temps fixe, de cinq minutes durant les qualifications et les demi-finales, et de quatre minutes pour les finales, pour observer et tenter de réussir chacun des blocs, en réalisant plusieurs essais si nécessaire. Entre chaque bloc, il bénéficie d'une période de repos de même durée. Pour chaque tour, les compétiteurs sont classés selon : le nombre de blocs réussis, en ordre décroissant, puis la somme des nombres d'essais pour réussir les blocs, par ordre croissant, puis le nombre de prises bonus tenues, en ordre décroissant, et enfin la somme des nombres d'essais pour tenir les prises bonus, par ordre croissant.
La formule contest voit tous les compétiteurs d'une même catégorie disposer d'un temps commun, généralement deux à trois heures voire davantage, pour tenter de venir à bout du plus grand nombre de blocs possibles parmi les plusieurs dizaines qui leur sont proposés, dans l'ordre qu'ils choisissent. Le nombre d'essais n'est pas pris en compte. Chaque bloc réussi rapporte finalement 1 000 points divisés par le nombre de fois où il a été réussi (le grimpeur qui est seul à réussir un bloc reçoit 1 000 points, si 5 grimpeurs en réussissent un autre, ils reçoivent chacun 1 000/5=200 points). Le vainqueur est celui qui aura obtenu le plus grand total de points. La formule contest est réservée au premier tour qualificatif des compétitions de bloc (parfois l'unique tour).

### Vitesse

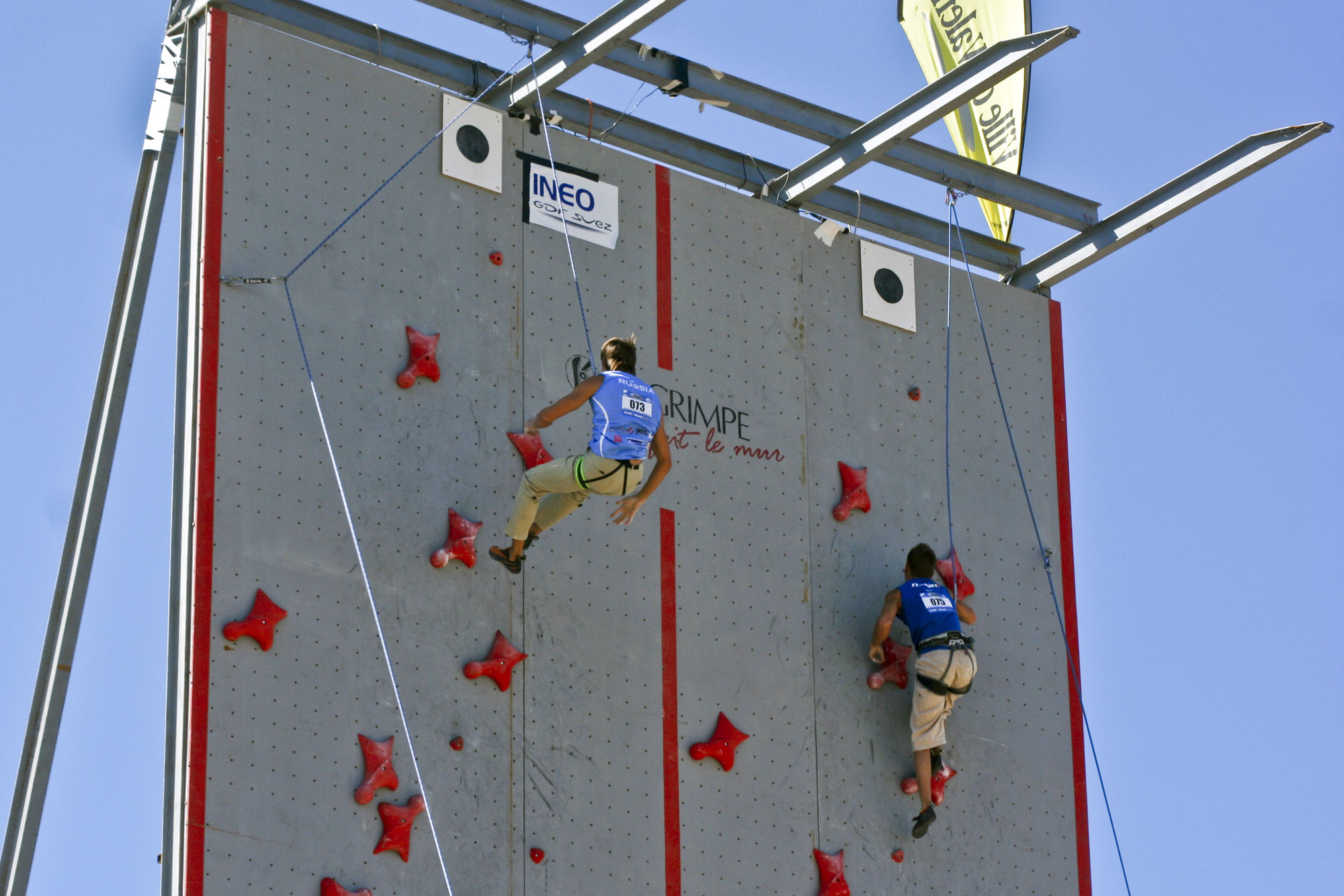
Deux compétiteurs chacun dans leur couloir de vitesse.

Les épreuves de vitesse se déroulent sur deux voies identiques durant lesquelles les concurrents doivent atteindre au plus vite le sommet. Le vainqueur est celui qui réalise le meilleur temps. Les grimpeurs qui tombent avant d'arriver au sommet de la voie sont disqualifiés. Lors des qualifications, chaque grimpeur effectue généralement deux essais. Le classement est effectué d'après le meilleur des deux temps ou d'après le total des deux temps réalisés.
Suivant le nombre de compétiteurs, les 4, 8 ou 16 mieux classés accèdent au tour final qui se déroule sous forme d'élimination directe. Le premier est opposé au dernier classé, le deuxième à l'avant-dernier, etc.
Le record du monde absolu chez les hommes est détenu depuis mai 2021 par le grimpeur indonésien Veddriq Leonardo, qui a escaladé le mur officiel de 15 m en 5,208 s, lors d'une étape de Coupe du monde à Salt Lake City. Le précédent record, détenu depuis mai 2017 par l'Iranien Reza Alipourshenazandifar par un chrono de 5,48 s, venait tout juste d'être battu, lors de cette même compétition, par un compatriote de Leonardo, Kiromal Katibin, avec un temps de 5,258 s[réf. nécessaire].
Le record de vitesse chez les femmes est détenu depuis août 2021 par la grimpeuse polonaise Aleksandra Mirosław, qui a d'abord escaladé le mur officiel de 15 m en 6,84 s, lors des Jeux olympiques de Tokyo, puis amélioré son record chaque année jusqu'à 6,06 s lors du concours qualificatif des Jeux olympiques de Paris en août 2024.

### Handisport
Des compétitions d'escalade handisport sont organisées. Les sportifs y concourent par catégories : celle des aveugles et mal-voyants, celle des amputés et handicapés physiques et celle des déficients neurologiques. Le premier championnat du monde d'escalade handisport a eu lieu en juillet 2011. Le premier championnat du monde de bloc handisport est organisé en 2014.

## Entraînement
Durant son apprentissage, un grimpeur voit son niveau progresser au fur et à mesure de la pratique de l'escalade. Cependant, il peut présenter un souhait d'atteindre de meilleures performances, soit dans le cadre de la compétition, soit dans le cadre d'objectifs personnels. Pour cela, il peut mettre en place des techniques d'entraînement, par exemple en s'aidant de matériel spécifique.

### Techniques d'entraînement
L'entraînement s'organise selon différents plans : la technique, le physique et le plan mental et stratégique. Une progression dans ces différentes composantes permettra au grimpeur d'améliorer son niveau. Cela peut s'organiser en fonction du type de pratique ; par exemple, sur le plan physique, les grimpeurs de bloc favorisent le développement de la puissance, les grimpeurs de voie cherchant en plus à améliorer leurs qualités de résistance et de récupération dans l'effort.

#### Technique

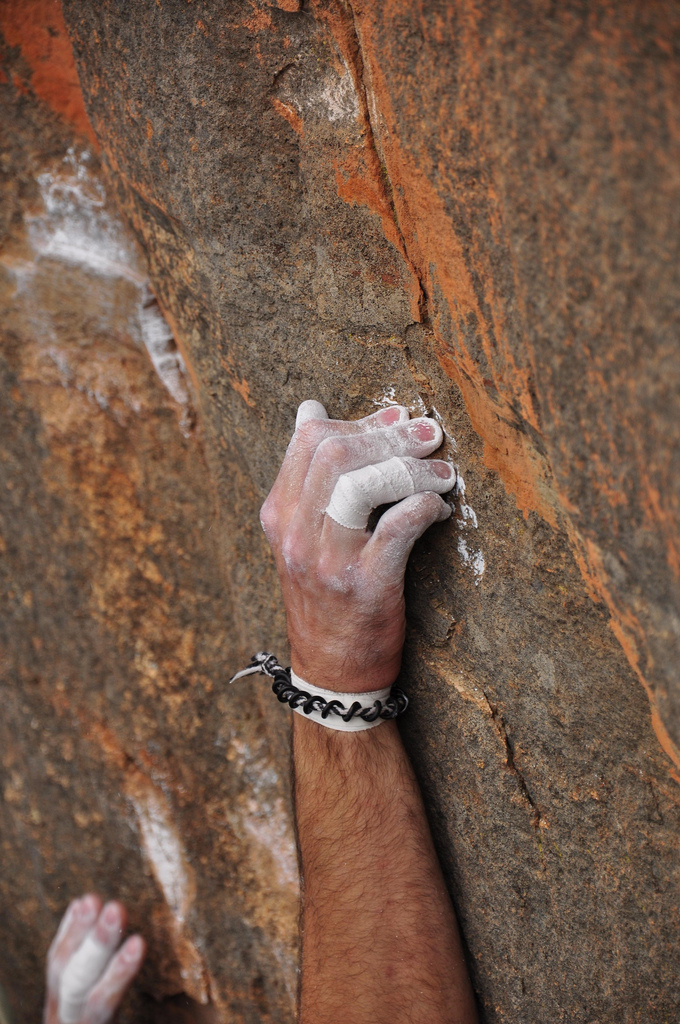
La manière de poser la main sur le rocher fait partie des techniques.

En premier lieu, le grimpeur entraîne — naturellement — sa technique de par la pratique de base de l'escalade. Il apprend alors à placer son corps de manière adéquate et doit aussi acquérir une maîtrise des placements de pieds afin d'économiser au maximum ses membres supérieurs. À partir d'un certain niveau, il doit aussi passer par un apprentissage et une mise en pratique des différents mouvements d'escalade afin de continuer à progresser. Ce but est souvent atteint en diversifiant les supports, les types de prises ou de rochers pour acquérir des techniques spécifiques supplémentaires. De plus, la pratique du bloc ou les entraînements dans des salles de bloc ou de pan permettent de travailler certains mouvements spécifiques.
Selon le type d'escalade pratiqué, il est nécessaire d'apprendre à utiliser le matériel de manière efficiente. Lors d'escalade en terrain d'aventure ou artificielle, la pose de points d'assurage est nécessaire, mais doit aussi être parfaitement maîtrisée, d'une part pour être certain du bon fonctionnement du matériel, d'autre part pour passer le moins de temps à les mettre en place, car cela entame les réserves d'énergie du grimpeur et limite ses capacités lors de l'ascension.

#### Physique

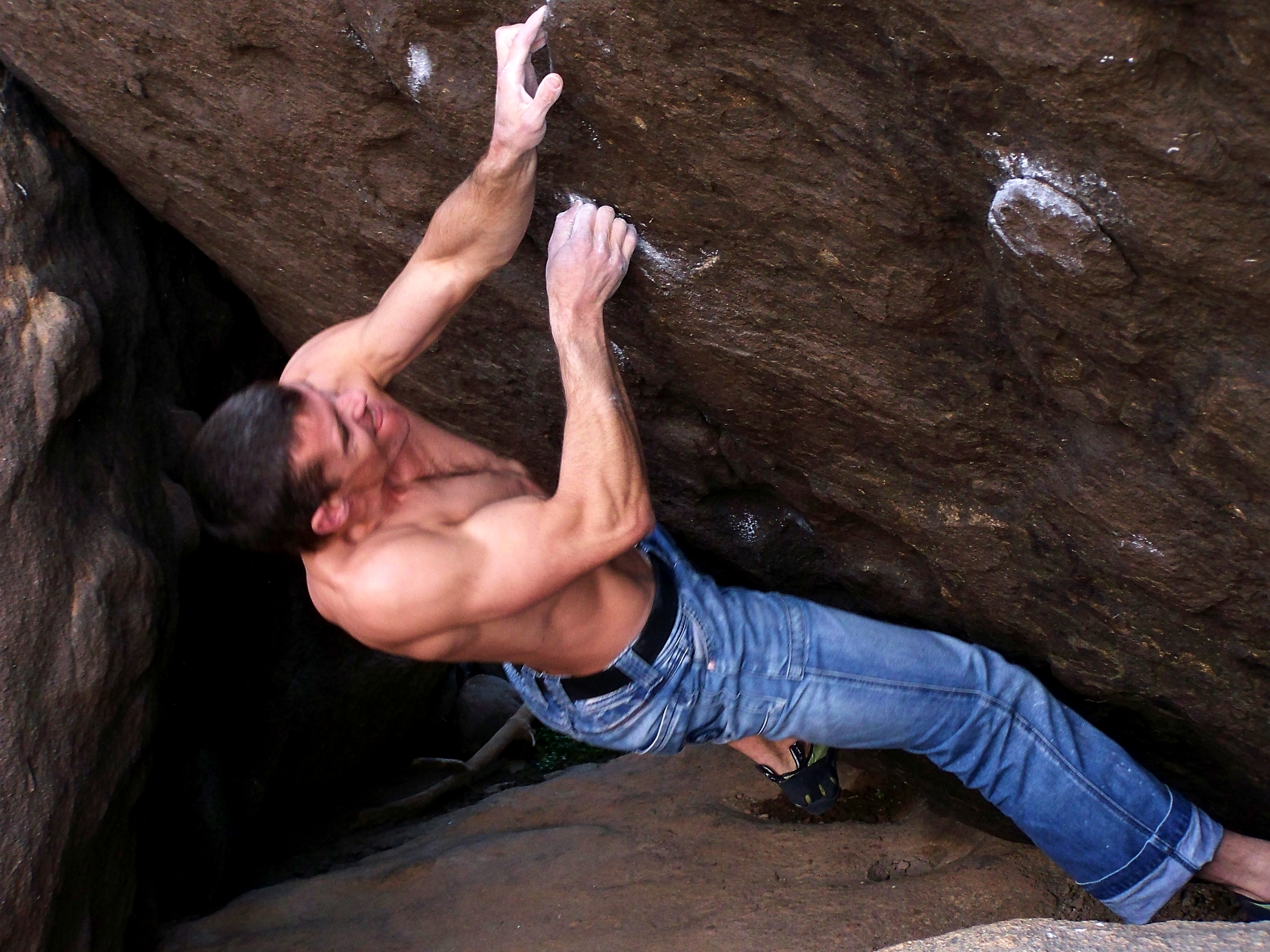
Grimpeur de bloc sollicitant sa force physique pour réussir son ascension.

En second lieu, le grimpeur cherche à améliorer son niveau sur le plan physique. Par les types d'efforts très différents qu'elle implique, l'escalade fait appel principalement à trois filières énergétiques : la « force pure », la résistance, l'endurance. En améliorant sa force, le grimpeur sera plus performant sur le plan musculaire, il pourra fournir une puissance musculaire plus importante pendant un temps réduit. S'il améliore sa résistance, il sera capable de fournir un effort d'intensité moyenne plus souvent. Pour finir, en entraînant sa continuité, il sera en mesure d'enchaîner les efforts après de courtes pauses ou repos,.
Il est également nécessaire de travailler d'autres composantes physiques, notamment l'endurance, qui est la capacité à fournir un effort long, sans repos et s'inscrivant dans la durée. La souplesse et l'élasticité des muscles (par étirements) offrent plus de possibilités au corps, notamment pour atteindre des prises ou réaliser des mouvements plus avancés,. Enfin, le grimpeur peut renforcer sa résistance articulaire, les articulations, particulièrement des doigts, étant très sollicitées. Cet entraînement peut lui éviter les blessures.

#### Mental et stratégie
Pour améliorer son niveau, le grimpeur peut améliorer son mental et sa stratégie face à une voie. Avant d'entamer une escalade, le sportif a la possibilité de visualiser les prises présentes et les mouvements à effectuer pour atteindre le sommet. Cette préparation, la « lecture de voie », peut être améliorée en favorisant une bonne mémorisation, une bonne concentration et une prise de décision juste,.
La confiance est une autre voie d'amélioration, notamment dans le matériel utilisé, en l'assureur qui retient le grimpeur en cas de chute, mais aussi en lui-même, pour tenter des mouvements difficiles. Comme dans d'autres sports, un esprit combatif est nécessaire pour atteindre ses objectifs.
Le grimpeur apprend enfin à améliorer sa stratégie. Tout d'abord, il peut apprendre à organiser sa grimpe pour éviter des creux de fatigue. Ensuite, il veille à bien s'échauffer pour éviter les blessures et à reconnaître le moment opportun pour tenter une voie ou un mouvement difficile. Enfin, en vue de maintenir un bon niveau de forme, il apprend à correctement s'hydrater et se nourrir ainsi qu'à éviter le surentraînement, qui peut amener à se blesser, se fatiguer inutilement ou se démotiver.

### Matériel d'entraînement

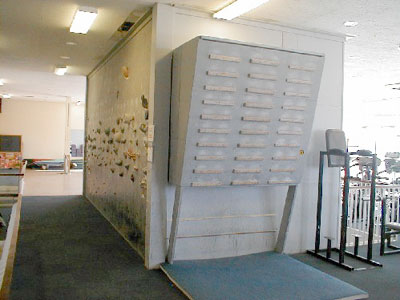
Une salle d'entraînement avec un pan Güllich au centre et un pan sur le mur de gauche.

Pour s'entraîner, les grimpeurs ont à disposition plusieurs moyens d'entraînement qui dépendent des objectifs fixés. Dans une préparation physique généralisée, un grimpeur peut pratiquer par exemple la course à pied (footing) ou la corde à sauter pour améliorer son endurance cardiovasculaire, des exercices d'étirements pour améliorer sa souplesse. Plus spécifiquement, il peut pratiquer la musculation pour améliorer sa force et entraîner des muscles plus particuliers, par exemple avec une barre de traction ou des anneaux.
Des outils d'entraînement spécialisés pour l'escalade existent. Il s'agit par exemple du pan qui regroupe une quantité importante de prises afin d'offrir un grand échantillon de gestuelles possibles. Le pan Güllich ou la poutre permettent également un entraînement des mouvements spécifiques à l'escalade.
Enfin, plus généralement le grimpeur peut aussi se servir d'un chronomètre, d'un cardiofréquencemètre ou d'une caméra pour mesurer ses performances, les étudier et les améliorer. Dans le cadre d'un renforcement musculaire, l'entraînement peut consister à utiliser des poids, soit en musculation (haltère, tractions, etc.) soit en situation de grimpe (gilet lesté).

## Risques
L'escalade est considérée comme un sport à risques, mais son intégration aux X Games contribue à lui donner une image de sport extrême. Pourtant, parmi les sports liés à la montagne, elle reste l'un des moins accidentogènes,.

### Chiffres
(juin 2017).
Selon l'institut de veille sanitaire français, sur la saison estivale 2000-2003, 11 décès et 239 victimes liés à la pratique de l'escalade sont dénombrés, en comparaison de 130 et 1 473 pour l'alpinisme, et de 203 et 4 136 pour la randonnée pédestre. Une étude annuelle menée par le Club alpin suisse depuis 1984 confirme la même tendance pour la Suisse, où l'escalade compte en moyenne 6 décès par année contre 37 pour la haute montagne et 44 pour la randonnée. Ces chiffres concernant l'escalade sont donc relativement bas.
Ce constat est vrai également au rapport du nombre d'interventions. Selon le même rapport de l'InVS, sur 1 600 accidents répertoriés (dont 150 décès), 16 % concernent l’alpinisme, 54 % la randonnée en montagne, 10 % le VTT, 9 % le parapente et 11 % l’escalade et le canyonisme.

### Causes
L'escalade, comme la plupart des sports, présente des risques. Ceux-ci sont principalement de deux natures, chute du grimpeur ou chute d'objets. Pour chacun, des EPI existent afin de pallier ces dangers.
La chute du grimpeur, relativement fréquente en escalade, n'entraîne généralement pas de blessures car elle est amortie par la chaîne d'assurage : assureur, dispositif d'assurage, corde, points de progression et baudrier. Néanmoins, des défaillances dans cette chaîne peuvent causer une longue chute, une chute violente (chute de facteur 2), voire un retour au sol. Les défaillances les plus fréquentes sont une faute d'inattention de l'assureur, un mauvais encordement, une mauvaise utilisation du dispositif d'assurage, voire une rupture de point de progression (surtout en escalade artificielle). De par les normes très strictes posées sur le matériel, les erreurs humaines dominent sur les défaillances du matériel.
Dans les sites naturels, des chutes d'objets peuvent se produire : rocher instable, bloc de glace (en cascade de glace), matériel perdu par les cordées situées au-dessus, ou même objets lancés par des individus inconscients situés en haut des voies. Le port du casque permet de s'en protéger. Les grimpeurs crient « corde » ou « cailloux » s'ils doivent lancer une corde ou s'il leur arrive de faire glisser une pierre. Ce risque est également présent en intérieur, dans une moindre mesure. Il peut alors venir de la chute de matériel lors de sa manipulation en haut de voie ou de prises d'escalade lors de leur installation sur le mur.

#### Chute du grimpeur

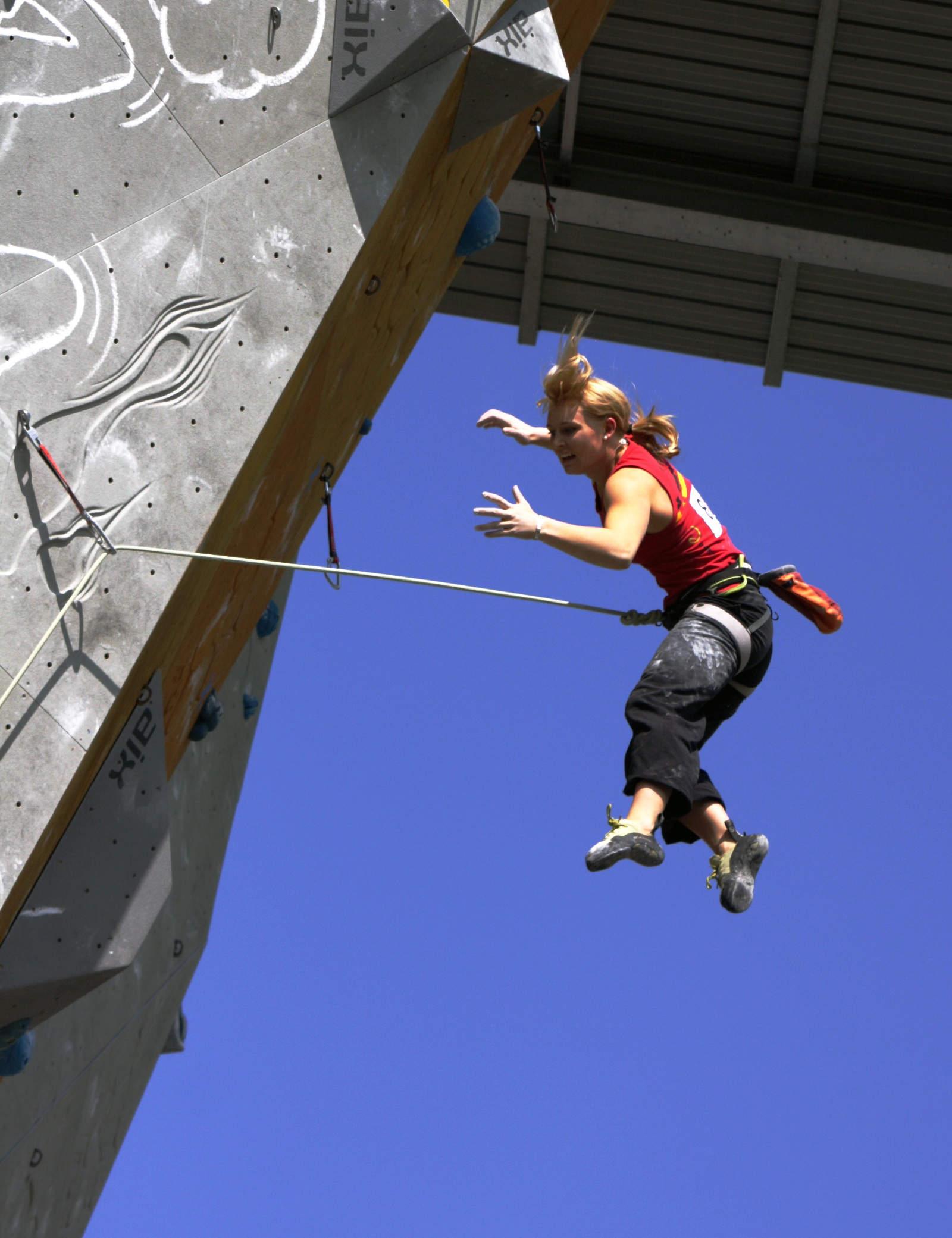
La chute fait partie des aléas de ce sport.

Les blessures causées par la chute du grimpeur varient selon le type d'escalade pratiqué. Dans le cadre de l'escalade sportive, elles sont généralement mineures car le grimpeur peut disposer de nombreux points d'assurage qui l'empêchent de faire une chute trop importante et donc de se blesser gravement. Les blessures sont alors dues au contact avec la paroi et vont des petites éraflures aux contusions. Le risque de toucher la paroi lors d'une chute varie grandement selon le type de voie pratiquée. Sur une voie en dévers, ce risque est réduit, alors que sur une paroi en dalle, il est augmenté.
Lors de la pratique de l'escalade traditionnelle, les blessures peuvent être plus graves qu'en escalade sportive, car les points d'assurage sont soit peu fiables, soit inexistants et le grimpeur doit placer lui-même ses propres protections. De ce fait, les points sont susceptibles de ne pas supporter la violence d'une chute, ce qui augmente la hauteur potentielle de chute avant que le grimpeur ne soit retenu par la corde. Dès lors, le grimpeur risque de frapper violemment la paroi, ce qui peut conduire à des blessures graves. De plus, à cause de l'augmentation de la hauteur de chute, il arrive que le grimpeur ne soit pas retenu par la corde et qu'il finisse sa course en tombant au sol. Ce type d'accidents est souvent la cause de blessures graves comme des fractures des membres inférieurs, du bassin ou de la colonne vertébrale. Dans certains cas, il arrive que le grimpeur se retourne, se retrouvant ainsi dos à la paroi, et que sa tête ou son rachis heurte la roche. Ce type d'accident peut être très grave car le choc peut provoquer un traumatisme crânien.
Dans le cadre du bloc, les chutes peuvent avoir une conséquence supplémentaire car le grimpeur n'est assuré par aucune corde. Le crash pad amortit l'atterrissage et il n'est pas rare que des personnes se tordent la cheville lors d'une mauvaise réception. De plus, lors de l'escalade de blocs de grande hauteur, des lésions aux genoux, aux hanches et à la colonne vertébrale peuvent survenir. Une chute à côté du crash pad peut aussi être la cause de blessures car le grimpeur risque alors d'atterrir sur un rocher ou une racine d'arbre.
Lors de la pratique de l'escalade en solo intégral, le grimpeur n'a aucun système d'assurage. La chute est généralement fatale.

#### Chute d'un élément externe

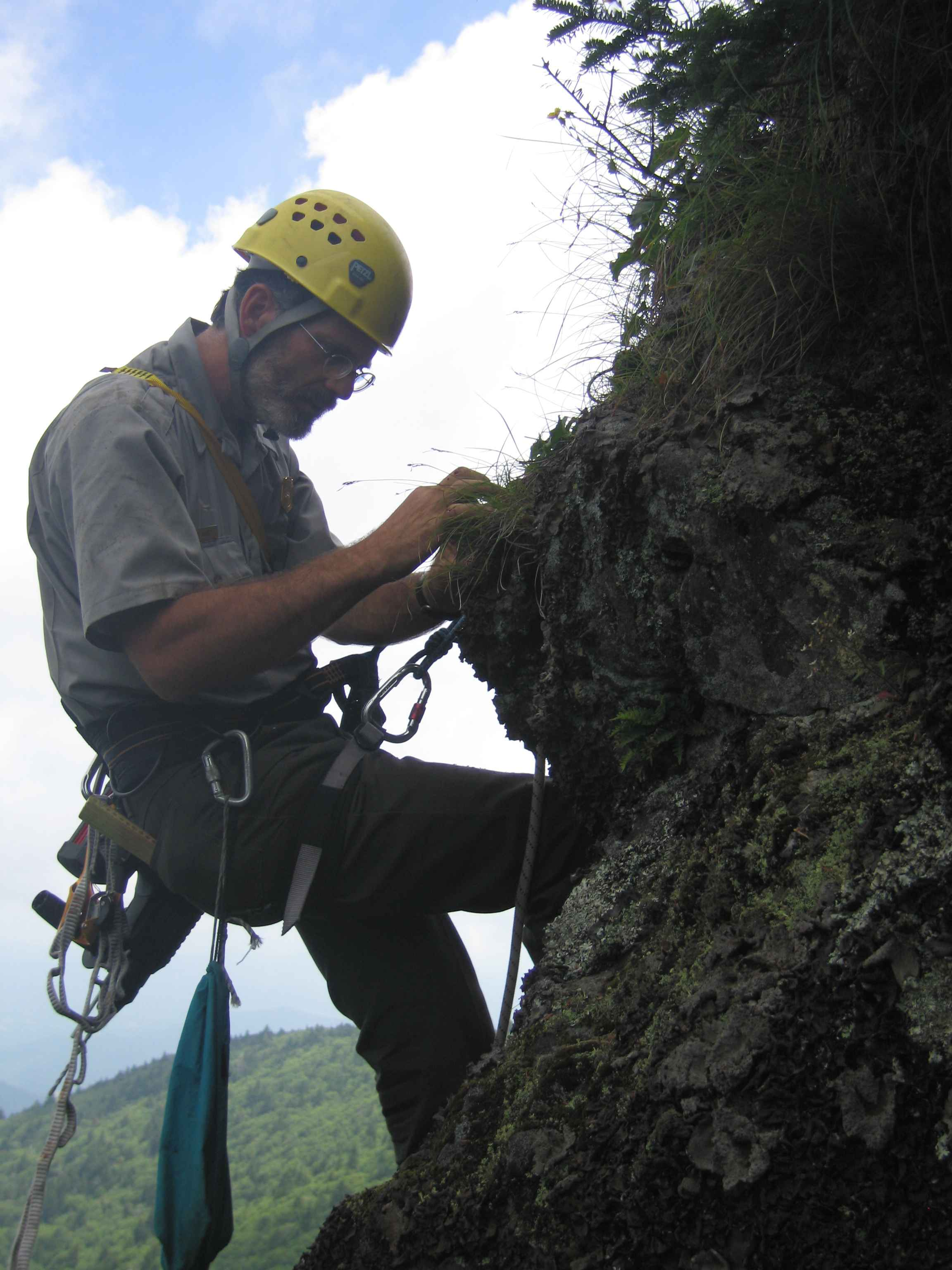
Le casque est la seule protection efficace pour un grimpeur.

La chute d'un élément externe, comme un morceau de roche, peut causer des blessures dont la gravité dépend de la taille de l'objet et de la hauteur de la chute. Cet accident demeure malgré tout assez rare. Les lésions vont de la simple égratignure jusqu'à, dans certains cas extrêmes, la mort du grimpeur ou de l'assureur. Il n'est pas rare de faire tomber de petits cailloux lors d'une ascension qui, s'ils ne sont pas une source de risques pour le grimpeur, peuvent l'être en revanche pour la personne qui s'occupe de l'assurage ou pour une autre cordée.
Le port d'un casque permet de limiter notablement les risques dans de tel cas ou, du moins, de limiter la gravité des blessures à la tête. Le décès de Jean Couzy dans le massif du Dévoluy en 1958, victime d'une chute de pierre, a contribué à la prise de conscience de l'importance du port du casque en escalade.

#### Pratique sportive
Répartition des pathologies
- main (41 %)
- coude (19,7 %)
- épaule (13,1 %)
- genou (9,8 %)
- rachis (7,1 %)
- cheville (8,2 %)
- pied (1,1 %)

Les blessures causées par la pratique de l'escalade sont dues à des efforts trop importants sur une ou des régions du corps. Elles touchent principalement les articulations, les muscles et les tendons qui sont énormément sollicités lors de certains mouvements ou pour tenir des prises de petites tailles. Les doigts et les mains sont d'ailleurs particulièrement sujets aux lésions dues à un effort trop violent. Selon une étude en ligne, la main représente un tiers des lésions tandis que les membres inférieurs (genou, cheville et pied) en représentent un quart ; le reste est occupé par le rachis, l'épaule et le coude.
Une des plus courantes lésions de ce type est la rupture de poulie, qui arrive généralement lors d'une mise en charge violente sur une prise de petite taille ; elle consiste en une déchirure partielle ou complète d'une ou plusieurs poulies digitales, qui servent à maintenir les tendons fléchisseurs des doigts au contact du squelette. Cette lésion est assez spécifique à l'escalade.
La tendinite est aussi une des affections régulièrement rencontrées en escalade à cause des efforts répétés sur les tendons. Elles apparaissent le plus souvent au niveau des doigts et du poignet, mais peuvent aussi survenir au coude ou à l'épaule.
Dans les traumatismes, les membres inférieurs sont les plus visés lors de la pratique du bloc tandis que ce sont les membres supérieurs et en particulier la main qui sont touchés lors de la pratique de la voie.

## Encadrement
L'encadrement et l'enseignement en escalade, permettant d'évoluer en sécurité dans la pratique, peuvent être dispensés dans le cadre de cours d'éducation physique et sportive, dans les associations par des personnes expérimentées et des diplômés fédéraux, par des moniteurs d'escalade ou des guides de montagne.

### En France
En France, l'encadrement bénévole se distingue de celui rémunéré.

#### Encadrement bénévole
Dans le milieu associatif, les clubs sportifs liés au milieu de la montagne, affiliés au Club alpin français, à la Fédération française de la montagne et de l'escalade (FFME) ou à la Fédération sportive et gymnique du travail, dispensent des formations et diplômes d'initiateur fédéral escalade. Ces initiateurs escalade seront alors habilités à encadrer des groupes de grimpeurs (sans y être astreints). Des grimpeurs expérimentés n'ayant pas de diplôme d'initiateur fédéral encadrent parfois aussi, les formations sont néanmoins fortement conseillées.
Ces formations et diplômes concernent la pratique sur mur d'escalade (SAE), en SNE sportif d'une ou plusieurs longueurs, jusqu'à l'escalade dite « traditionnelle ». Les premières étant plus rapides à passer, les suivantes plus exigeantes et polyvalentes. Le monitorat fédéral favorise aussi l'accès à la performance.

#### Encadrement rémunéré
Le dénonciation des conventions d'usage existantes engagée par la FFME[pas clair] peut provoquer le changement de classement d'un site. C'est le cas des calanques de Marseille, qui se retrouvent classées comme terrain d'aventure. Les diplômes[Lesquels ?] ne permettant d'encadrer qu'en environnement non spécifique[Quoi ?] ne permettent donc pas de travailler sur ces sites.

##### Diplôme d'État de la jeunesse, de l'éducation populaire et du sport
Les moniteurs d'escalade titulaires du Diplôme d'État de la jeunesse, de l'éducation populaire et du sport (DEJEPS) d'escalade sont formés pour encadrer et enseigner la pratique contre rémunération, en environnement spécifique ou non spécifique[Quoi ?] (selon la mention du diplôme) et jusqu'à une altitude de 1 500 m. Le DEJEPS remplace le Brevet d'État d'éducateur sportif depuis 2013 (sans le canyon)[pas clair][réf. nécessaire].
Le DEJEPS d'escalade se décline en deux mentions : « escalade » et « escalade en milieux naturels ».
Les prérogatives de la mention « escalade » permettent d'encadrer en environnement non spécifique : mur d'escalade (SAE), site naturel classé sportif[Quoi ?] et sur une unique longueur de corde (jusqu'au premier relais). La Fédération française de la montagne et de l'escalade (FFME) organise cette formation à Voiron et à Fontainebleau.
La mention « escalade en milieux naturels » permet d'encadrer le sport dans toutes ses dimensions : environnements spécifique et non spécifique, c'est-à-dire sur tous sites naturels et via ferrata situés à une altitude inférieure à 1 500 m. Elle permet donc d'encadrer sur un site classé comme terrain d'aventure et sur des itinéraires de plusieurs longueurs. Cette formation est organisée par l'État car elle garde l’exclusivité pour l'environnement spécifique[pas clair]. Elle est notamment dispensée dans les Centre de ressources, d'expertise et de performance sportives (CREPS).

##### Guide de haute montagne
Les guides de haute montagne, formés en France par l'École nationale des sports de montagne, peuvent encadrer sans restrictions ni limite d'altitude.

##### Certificat de spécialisation
En 2011, les titulaires du Certificat de spécialisation en activité d'escalade rattachés au Brevet professionnel de la jeunesse, de l’éducation populaire et du sport « Activité physique pour tous » peuvent encadrer la pratique de l'escalade contre rémunération en SAE et en SNE, sur voie d'une longueur (jusqu'au premier relais), d'une longueur maximum de 35 m et classée en secteur découverte[Quoi ?].

##### Certificat de qualification professionnelle
En 2016, le Certificat de qualification professionnelle « animateur d'escalade sur structure artificielle » (CQP AESA) est créé par la branche professionnelle. Il permet à son titulaire d’encadrer contre rémunération et en autonomie des activités d’escalade sur structures artificielles, auprès de tout public, de l’initiation jusqu’aux premiers niveaux de compétition. Le titulaire est contraint à un volume horaire maxium de travail partiel de 360 heures par an.

##### STAPS
Les formations Sciences et techniques des activités physiques et sportives (STAPS) donnent également les prérogatives pour encadrer l'escalade contre rémunération. Les diplômes STAPS sont référés au répertoire national des certifications professionnelles. Les titulaires peuvent obtenir une carte professionnelle auprès de la direction départementale de la jeunesse et des sports. Deux approches sont possibles :
- la licence « éducation et motricité » permet d'enseigner l'escalade auprès de tout public jusqu'aux jeunes adultes (26 ans) ;
- la licence « entraînement » donne à son titulaire la possibilité d'entraîner en escalade, à condition qu'il ait suivi l'option « escalade » lors de son cursus et qu'il ait validé le cadre 6[Quoi ?] de son supplément au diplôme.

### En Suisse
En Suisse, l'Association suisse des guides de montagne délivre un titre de moniteur d'escalade après une formation et des examens pratiques et théoriques. Le candidat doit notamment être capable de grimper une voie cotée 7b pour les hommes et 7a+ pour les femmes.

## Aspects environnementaux

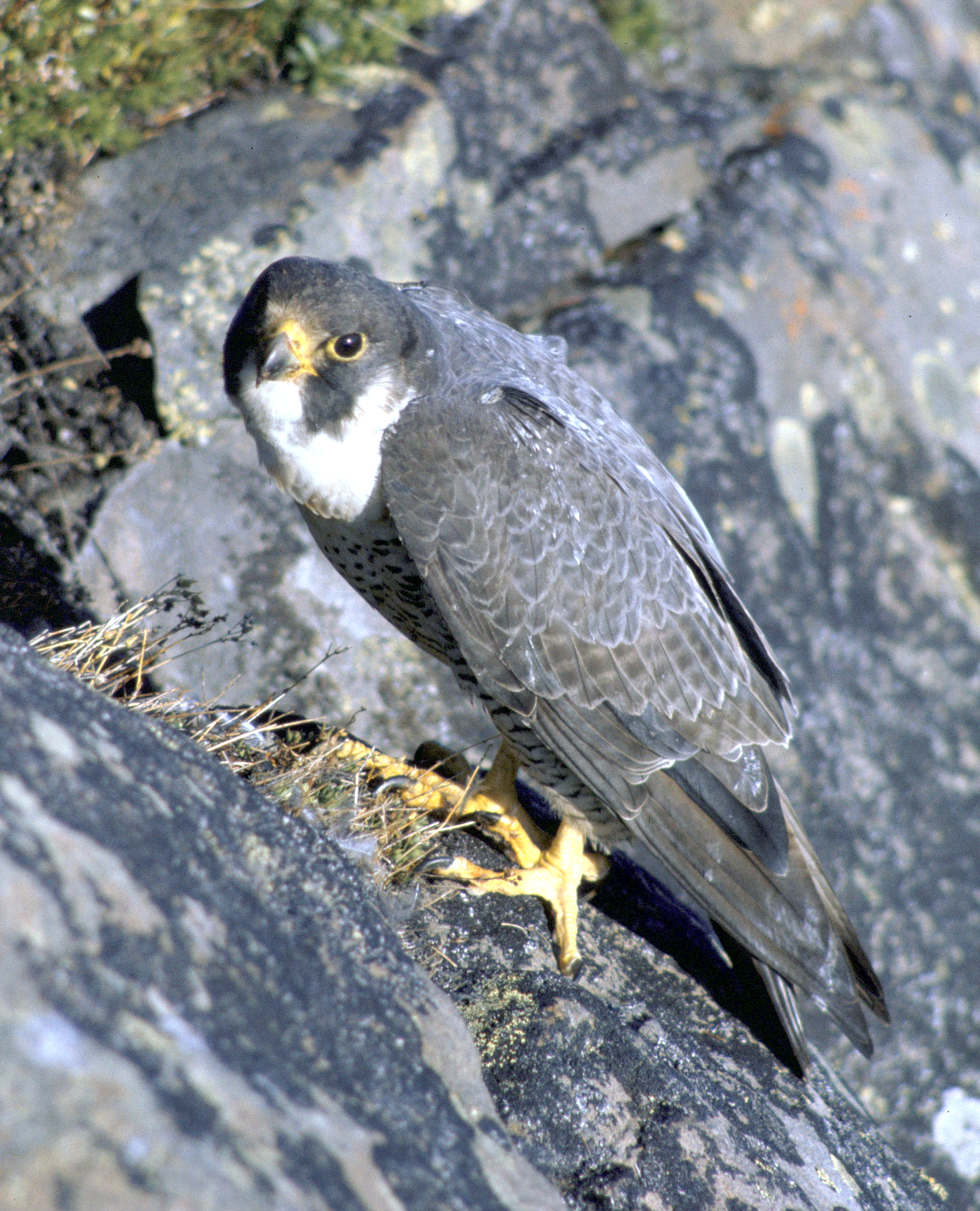
La nidification d'un faucon pèlerin est le motif d'interdiction temporaire d'escalade, dans plusieurs secteurs en France.

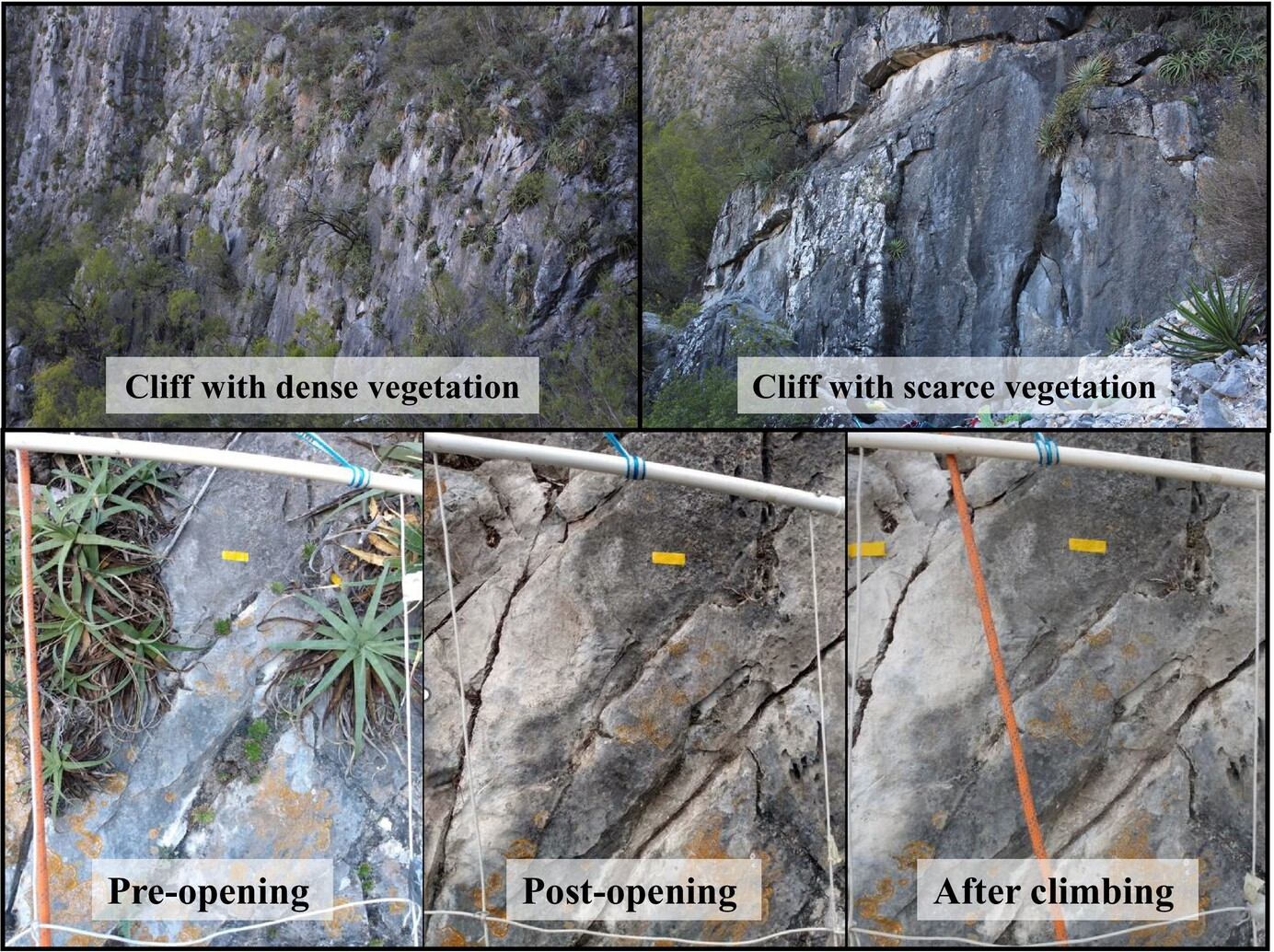
Exemple de développement des voies d'escalade affectant les plantes vasculaires des falaises.
Des falaises présentant une végétation dense (photographie en haut à gauche) et peu abondante (photographie en haut à droite) ont été sélectionnées pour l'établissement de nouvelles voies d'escalade. La végétation et les lichens ont été photographiés avant (photographie en bas à gauche) et après l'ouverture des voies (photographie en bas au milieu), ainsi qu'après 30 ascensions par des grimpeurs (photographie en bas à droite).

Comme d'autres sports de nature, l'escalade en extérieur a des impacts négatifs sur l'environnement. La pratique de l'escalade est ainsi parfois l'objet de concertations, de conflits ou de conventions entre les grimpeurs, les associations de défense de l'environnement, les parcs nationaux, les pouvoirs publics (mairie, élus), les propriétaires et les usagers des terrains.
L'activité des grimpeurs sur les falaises et leurs abords peut avoir des impacts non négligeables sur les espèces rupestres animales et végétales, parfois fragilisées voire menacées. Elle est source de dérangement (visuel, sonore) pour la faune rupestre : oiseaux en période de nidification, rapaces, lézards et serpents, chauve-souris, bouquetins, etc. En nettoyant les falaises (purge de rochers, débroussaillage), en aménageant les abords (accès) ou en piétinant la végétation, les grimpeurs peuvent détruire des espèces végétales fragiles et rares ou favoriser l'érosion des sols,,. Aussi, pour préserver les biotopes, des pays restreignent ou interdisent l'accès à certains secteurs,,.
À l'instar d'autres activités de plein air, la surfréquentation de certains secteurs peut être une source de pollution ou de nuisances pour les propriétaires de terrains et les riverains : déchets abandonnés, bivouac et camping sauvage, stationnement de véhicules, bruit, perturbation du bétail ou des chasses.
L'emploi de magnésie, outre l'aspect visuel disgracieux, pollue les voies d'escalade par la poudre blanche résiduelle qui colle durablement aux prises et aurait un effet délétère sur la végétation épilithe, au contraire de la colophane, résine d'origine organique.

## Image de l'escalade dans les médias
Pour le public non-initié, l'escalade est souvent associée à une aventure, une activité à risques, voire un sport extrême, procurant des « sensations fortes » accrues par la peur du vide et l'éventualité d'une chute au sol. Cette image est souvent reprise par les médias, alors qu'elle ne correspond pas à la réalité des pratiques modernes toujours plus sécurisées, sur falaises équipées ou structures artificielles. La majorité des grimpeurs revendique au contraire un refus du « risque inconsidéré » et défend l'idée d'une aventure construite sur la performance sportive.
Par ses différents aspects, l'escalade véhicule d'autres images qui sont parfois utilisées dans le milieu de la publicité, autant télévisée que papier.
La marque de barres de céréales Grany utilise l'aspect « proche de la nature » avec une publicité mettant en image Patrick Edlinger diffusée en 2004. Cette publicité en reprend une diffusée plus tôt en 1988 de la même marque mettant en avant le « contact et la pureté » du sport pour vanter les mérites du produit. La technique puriste de Patrick Edlinger est aussi utilisée pour apporter une image « pure » des barres Grany.